# شاهرود
شاهرود مرکز شهرستان شاهرود در استان سمنان است. شاهرود تقریباً در میانهٔ راه تهران–مشهد می‌باشد به‌گونه‌ای که فاصلهٔ آن از تهران ۴۱۲ کیلومتر و از مشهد ۵۱۱ کیلومتر است. مردم شاهرود به زبان فارسی با گویش شاهرودی سخن می‌گویند.
شاهرود به‌دلیل دربرداشتن آرامگاه شیخ ابوالحسن خرقانی و بایزید بسطامی و ابن یمین فرومدی و ... ، مهد عرفان ایران لقب گرفته‌است.

## وجه تسمیه
شهر شاهرود رودی ندارد. در دوران قاجار، آسان‌ترین راه بین پایتخت و مرکز ایل قاجار در استرآباد، مسیر بسطام بود، زینرو شاهرو را در مجاورت  در اول جاده کوهستانی ساختند. به سال ۱۳۵۸، به دلیل حذف نام شاه، نام شاهرود به امام شهر تغییر یافت، اما بعدا با رای مجلس، دوباره به شاهرود تغییر یافت. 

## موقعیت
شهرستان شاهرود ۵۱۴۱۹ کیلومتر مربع مساحت دارد و جمعیت مرکز این شهرستان براساس سرشماری عمومی نفوس و مسکن سال ۱۳۹۵ بالغ بر ۱۵۰۰۰۰ نفر است. راه‌ها و جاده‌های شاهرود به‌دلیل قرار گرفتن در مسیر مشهد، بسیار پرتردد است. این شهر از شمال به شهرهای آزادشهر، علی‌آباد، رامیان و گرگان در استان گلستان، از شرق به شهرهای سبزوار و بردسکن در استان خراسان رضوی و شهر میامی در استان سمنان، از جنوب به شهر طبس در استان خراسان جنوبی و شهر خور در استان اصفهان و از غرب به شهر دامغان در استان سمنان محدود می‌شود.
شاهرود بزرگ‌ترین و سرسبزترین شهر استان سمنان است. به گونه ای که وقتی در تک تک خیابانهای آن قدم می‌زنید یا رانندگی می‌کنید انبوه درختان دو طرف همه خیابانها را فرا گرفته‌است. شاهرود شهری چهارفصل نیست و در همه فصول سرسبزی و آب و هوای خنک و سرد دارد و میزان بارش نسبتاً پایینی دارد گرچه قطعاً در فصول پاییز و زمستان دمای هوا پایین‌تر و میزان بارش نسبتاً کم است و درختان منطبق فصل هستند. شاهرود در نزدیکی جنگل سرشناس ابر قرار گرفته‌است.

## جمعیت
جمعیت مرکز این شهرستان براساس سرشماری عمومی نفوس و مسکن سال ۱۳۹۵ بالغ بر ۱۵۰۰۰۰ نفر است.

## پیشینه تاریخی
ظاهراً کهن‌ترین نام شاهرود در وندیداد اوستا در کنار اسامی شانزده سرزمین آریایی آمده و از چخره به‌عنوان سرزمین چهاردهم پس از نام بردن از راگا (ری) و ورنه (گیلان) آمده‌است. مدارکی وجود دارد که نشان می‌دهد شاهرود یکی از شهرهای مهم چهاردهمین ایالت تاریخی، «چخره» (از تقسیمات شانزده‌گانهٔ اوستایی در دوران باستان) بوده که در دامنهٔ جنوبی رشته‌کوه البرز، توسط آریایی‌ها بنا نهاده شده‌است. برخی پژوهندگان واژهٔ چخره را شکل ابتدایی شاهرود دانسته‌اند. به زبان اوستایی چخرو-ایتی به معنی چرخ پیشه و چخرو-وَتی به‌معنی دانای چرخ است. این دو شکل اوستایی، حاوی نام شاهرود هستند. این محل نیز گذرگاه ورود آریایی‌ها و به‌ویژه پارت‌ها به فلات ایران بوده‌است.
آنچه مسلم است ارتفاعات و بلندی‌هایی که اطراف شهر در جوار رود شاهرود واقع هستند، بخاطر امنیت بالا، نظر ساکنان اولیه و مهاجران را به خود جلب کرده و بدین ترتیب هسته مرکزی و اولیه آبادی‌هایی همچون شاهرود در میان قله‌ها شکل گرفته‌است.

### اشکانیان
قدمت تاریخی سکونت درمنطقه شاهرود بر اساس گمانه زنی‌های باستان شناسان و حفاری‌های به عمل آمده به هزار سال قبل از میلاد مسیح می‌رسد. آثار به دست آمده درحفاری تپه بلوار خودگواهی بر این مدعاست هستهٔ اولیهٔ شهر به‌منظور دفاع در برابر مهاجمان، بر فراز تپه‌های کم‌ارتفاع دامنهٔ کوه‌های شمالی و غربی رود بزرگ این منطقه بنا شد که به جهت بزرگی این رود، به‌تدریج نام شاهرود را به خود گرفت و همراه با برقراری امنیت، رشد و توسعه یافت، به‌طوری که در کنار صددروازه، پایتخت اشکانیان که به باور بسیاری از پژوهشگران محل کنونی شهر دامغان است، در شمار شهرهای معتبر پارتی درآمد. . در دوران بعدتر، این شهر همراه با دامغان در ردیف مهم‌ترین شهرهای ایالت تاریخی کومِش قرار گرفت و به‌استناد برخی اشاره‌های تاریخی مندرج در متون و بعضی شواهد باستان‌شناسی شهر کنونی شاهرود محل عبور کاروان‌هایی بوده‌است که بزرگراه غربی-شرقی جادهٔ ابریشم را طی می‌کردند.

### صفویه
شاهرود در عصر صفویه منطقه کوچکی بود و نخستین بنای قابل توجه آن دژی بوده که به‌هنگام هجوم افغان‌ها در این شهر ساخته شده‌است. با هرج و مرج دوره نادری و جنگ‌های تأسیس سلسله قاجار، این شهر از اهمیت افتاد، اما به‌علت موقعیت استراتژیک از زمان فتحعلی‌شاه دوباره رو به ترقی و پیشرفت گذاشت.

### محلات قدیمی
از محلات قدیم شاهرود می‌توان به بیدآباد، کوچه راه دیزج، شیر و خورشید، شبدری، خیابان مزار باغ زندان، مصلی، آبتول، آب صاف، تل خاکستر، سرچشمه، پاچنار، آسیاب مندلی ، تخت جمشید (هفده شهریور فعلی) و تخت طاووس (پانزده خرداد فعلی) است و محله مدرسه قلعه و کوزه‌گری اشاره نمود.

### زبان
مردم شاهرود به زبان فارسی و لهجه شاهرودی سخن می‌گویند.

## آب و هوا
شهر شاهرود یکی از خوش آب وهواترین مناطق ایران است مجاورت این شهر با قله شاهوار وجنگل ابر اب وهوای استثنایی برای این شهر فراهم کرده استاند.

## موقعیت جغرافیایی
این شهر در حاشیهٔ شمالی دشت کویر و دامنه‌های جنوبی رشته‌کوه البرز با مختصات جغرافیایی ۲۵ دقیقهٔ و ۳۶ درجهٔ عرضی و ۵۸ دقیقهٔ و ۵۴ درجهٔ طولی با ارتفاعی معادل ۱۳۸۰ متر از سطح دریا در شمال خاوری واقع شده‌است.

## گردشگری
- چنار سوخته شاهرود
- تکیه گلشن
- مسجد شیخ علی‌اکبر
- تکیه بیدآباد
- مسجد آقاشاهرود
- مسجد جامع شاهرود
- مسجد اخیانی‌ها
- تکیه زنجیری
- تکیه برنجی
- مدرسه بید آباد
- مدرسه حضرت ولی عصر (مدرسه بازار)
- مدرسه علمیه امام صادق (مدرسه قلعه)
- مسجد امام‌حسن‌عسگری
- مسجد مدرسه قلعه
- امامزاده محمد دیزج
- موزه آب شاهرود
- آبشار شاهرود

### جاذبه‌های طبیعی شاهرود

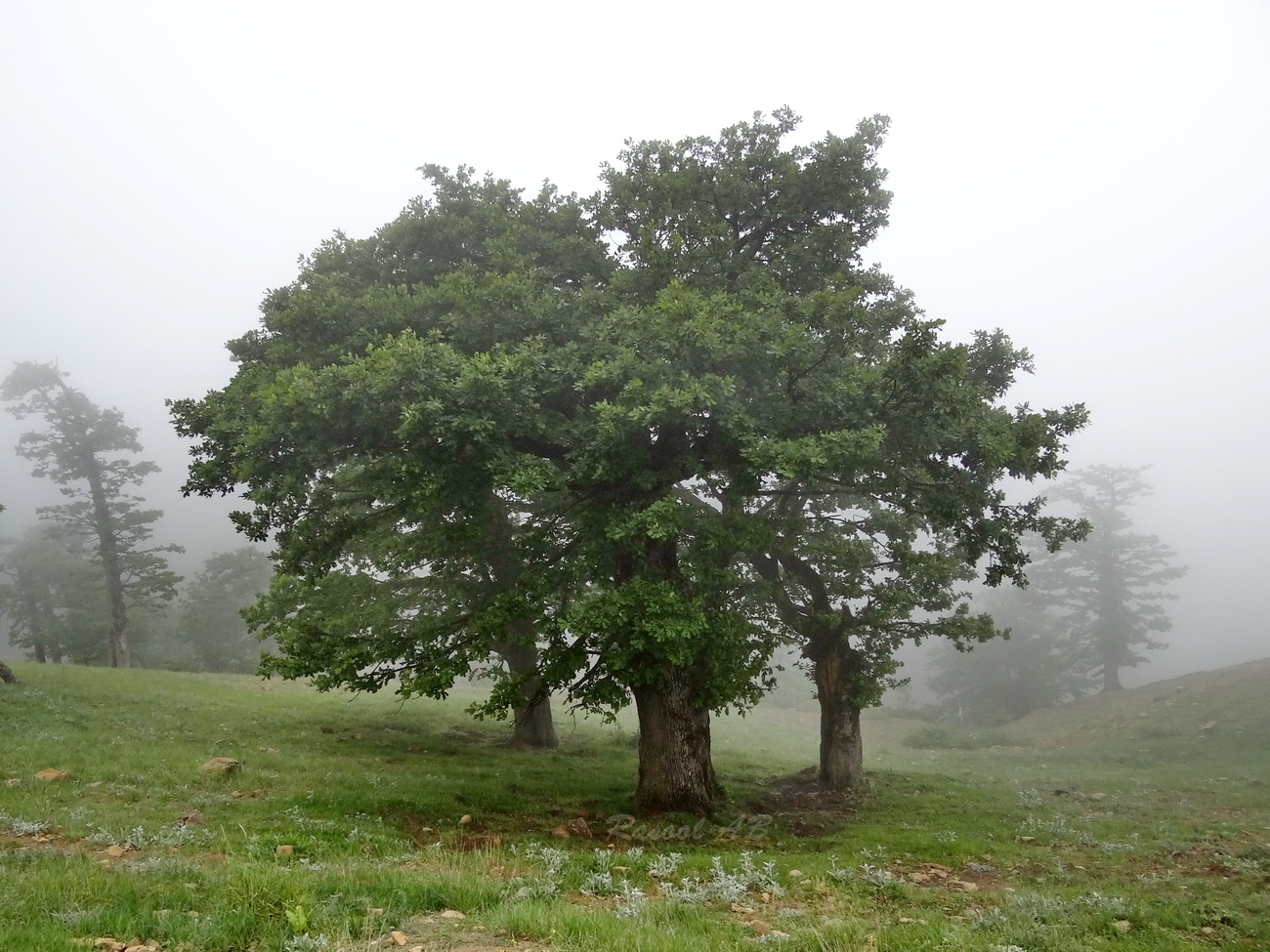
طبیعت زیبای جنگل ابر

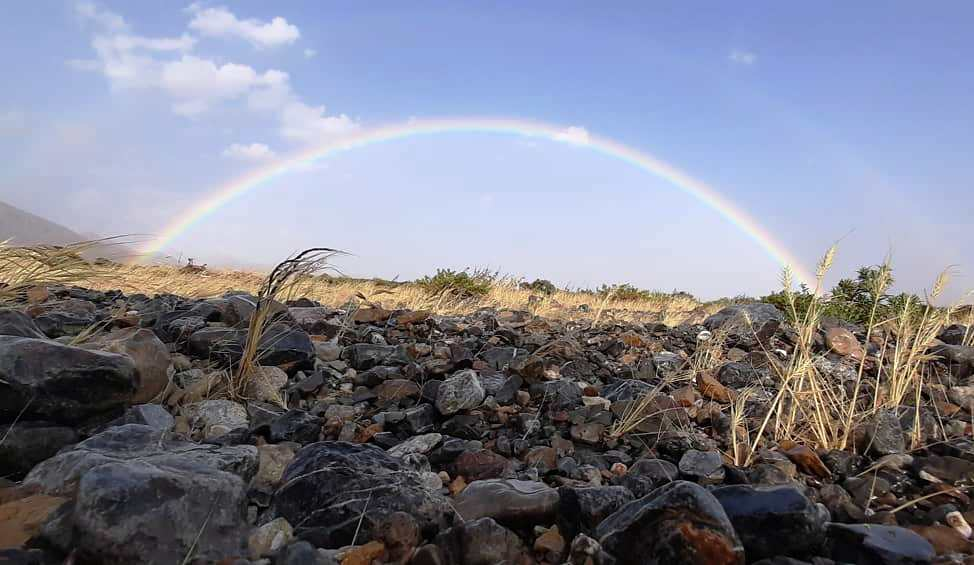
روستای ابر

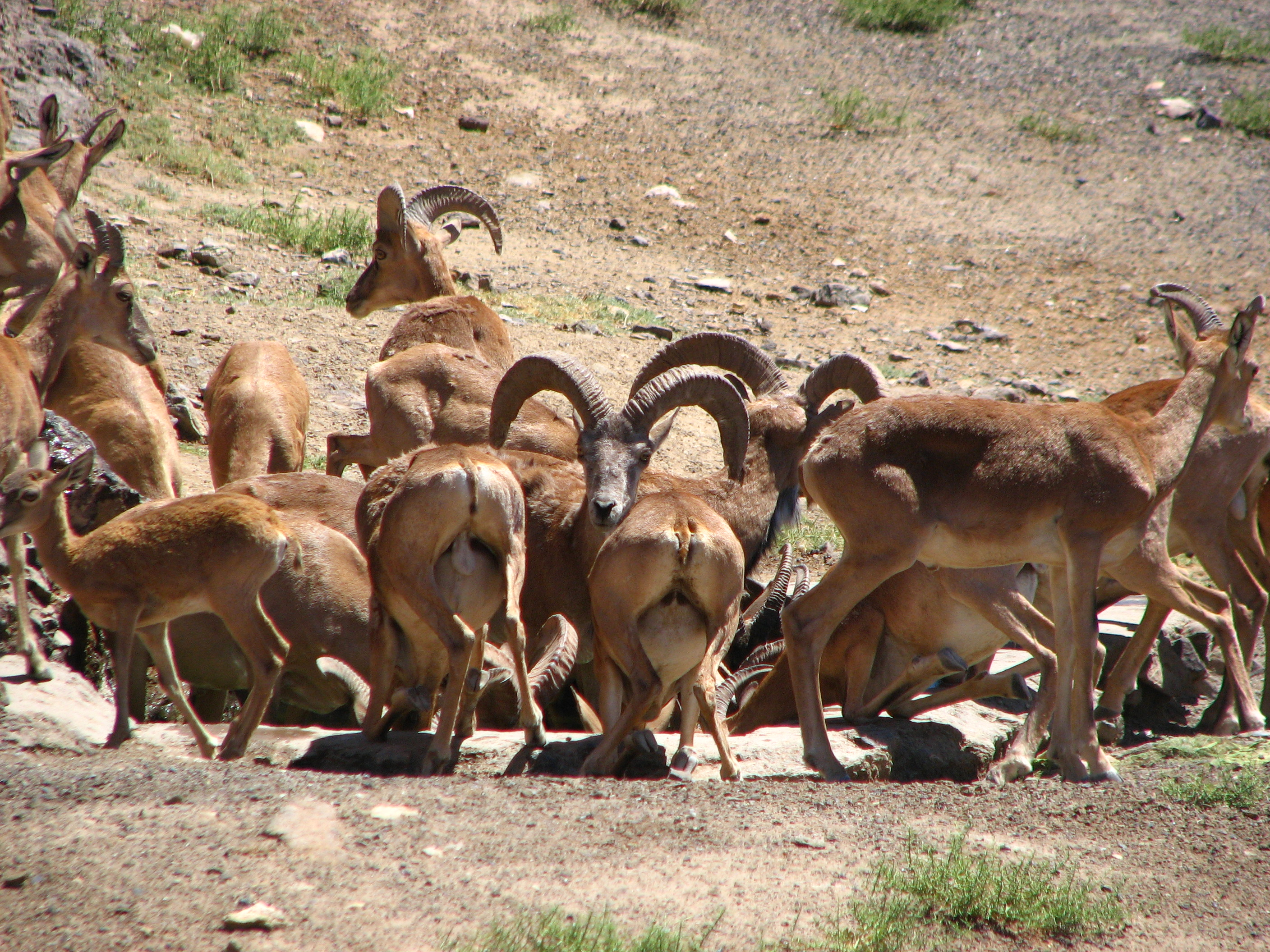
پارک ملی توران

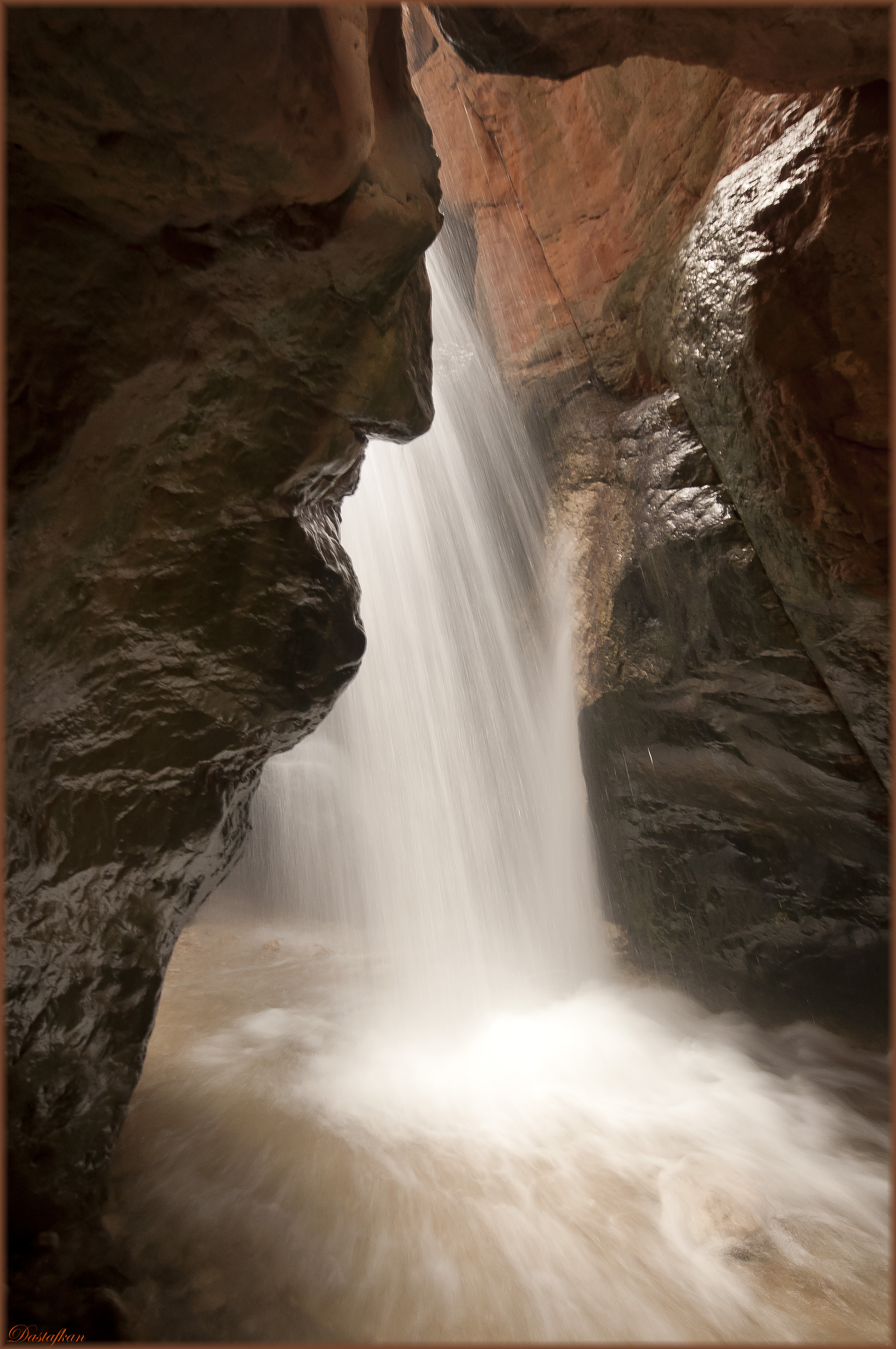
آبشار مُجِن شاهرود

- جنگل ابر، یکی از معروف‌ترین و زیباترین جاذبه‌های طبیعی ایران است، این جنگل زیبا در ۴۵ کیلومتری شمال شاهرود و در مسیر شاهرود به آزاد شهر و در ۱۲ کیلومتری روستای ابر قرار گرفته‌است. جنگل ابر شاهرود از قدیمی‌ترین جنگل‌های دنیا و قسمتی از جنگل‌های هیرکانی به‌شمار می‌رود، این جنگل‌ها میلیون‌ها سال قدمت دارند و متعلق به دوران ژوراسیک می‌باشند. این جنگل در بیشتر روزهای سال با ابر پوشیده می‌شود و به دلیل وسعت زیادی که دارد گونه‌های مختلف جانوری و گیاهی بسیاری در آن زندگی می‌کنند.
- جنگل اولنگ جنگل و ارتفاعات اولنگ بخشی از چشم‌انداز منطقهٔ جنگلی در جنوب شهرستان رامیان در استان گلستان و همچنین شمال شهر شاهرود است که به علت وجود اقلیم مرطوب و خنک و جاده آسفالت در هر چهار فصل سال پذیرای بسیاری از مسافران و گردشگران است. این جنگل تا شهر رامیان ۳۵ کیلومتر و تا شاهرود ۵۰ کیلومتر فاصله دارد. سرچشمه رودخانه قره چای رامیان از ارتفاعات اولنگ سرچشمه می‌گیرد. در این منطقه هرساله نهادهای دولتی و خصوصی رامیانی جشنواره‌های مختلفی از جمله آشپزی و آیینهای بومی قزلباشان رامیانی، برف‌بازی و ساخت آدم‌برفی برگزار می‌کنند. جنگل اولنگ در فاصلهٔ ۵۰ کیلومتری شمال شاهرود در امتداد جنگل ابر و قطری قرار دارد که از شمال به جنگلهای استان گلستان و از شرق، غرب و جنوب به ارتفاعات حوزهٔ آبریز شهرستان شاهرود محدود می‌باش
- جنگل توسکستان جنگل توسکستان در در دامنه‌های شمال شرق البرز، در ۴۰ کیلومتری جنوب شرقی شهرستان گرگان واقع شده‌است. جاده ای آسفالته از میان آن می‌گذرد که انتهای آن شاهرود می‌باشد. جنگل توسکستان به خاطر اولین روستای این جاده به نام توسکستان این‌طور نام گرفته‌است.
- منطقه قطری از مناطق نمونه گردشگری روستای ابر است. حوزه آبریز منطقه مذکور قسمتی از سرشاخه‌های رودخانه زرین گل بوده و شامل چشمه‌های متعددی می‌باشد. این منطقه در حاشیه جنوبی رشته کوه البرز قرار گرفته و در قسمت شمالی شهرستان با استان گلستان هم‌مرز و به واسطه قرار گرفتن در منطقه کوهستانی دارای آب و هوای کوهستانی سرد و معتدل است.
- پارک ملی توران: مجموعه «توران» از سه قسمت پارک ملی (۸٪) پناهگاه حیات وحش (۱۷٪) و منطقه حفاظت شده (۷۵٪) تشکیل شده‌است. این منطقه در قسمت جنوب جاده تهران – مشهد شمالی شرقی دشت کویر، غرب منطقه «خوارتوران» و شرق منطقه «طرود» واقع است. این مجموعه پس از پناهگاه حیات وحش «نایبندان» دومین منطقه بزرگ تحت حفاظت سازمان محیط زیست است.
- آبشار آلوچال و دالان بهشت جنگل ابر
- نخلستان‌های خرما (روستای طرود)
- آبشار و چشمه نگارمن

روستای نگارمن منطقه‌ای خوش آب‌وهوا در شهر شاهرود است که در تابستان‌ها هوایی معتدل و در زمستان‌ها هوایی سرد و خشک دارد. یکی از جاذبه‌های دیدنی این روستا چشمه‌ای با همین نام است که از میان سنگ‌های آهکی خارج می‌شود و آب گوارای آن قابل آشامیدن است. مقدار خروج آب از این چشمه معادل ۲۳ لیتر در هر ثانیه است و از آن برای آبیاری زمین‌های کشاورزی روستای نگارمن استفاده می‌شود.
- باغ گردشگری اورس باغ گردشگری اورس مقصدی ایده‌آل برای گذران یک روز تعطیل به‌شمار می‌رود و از امکاناتی نظیر فضای سبز، آمفی تئاتر، فست فود، کافی‌شاپ، چای دودی رایگان، فروشگاه مواد غذایی، آلاچیق، کبوترخانه، پیست دوچرخه‌سواری، سالن شیشه‌ای و مسیرهای پیاده‌روی برخوردار است. امکان چیدن میوه‌های ارگانیک و آشنایی با نمونه‌های نادر جنگل‌های شاهرود از دیگر مزایای بازدید از باغ اورس هستند.
- روستای قلعه بالا (شاهرود)
- دشت آفتابگردان و شقایق کالپوش هر ساله از اواسط اردیبهشت ماه تا اواسط خرداد ماه میلیون‌ها گل شقایق دشت کالپوش شاهرود را به جلوه‌ای شگفت‌انگیز از رنگ سرخ می‌بخشد، آنچنان که گویی خالق هستی چادری سرخ بر دشت‌های سبز گسترده تا برای دقایقی آدمی را به درک قدرت لایزال خود به تأمل بازدارد. این دشت که از جاهای دیدنی شاهرود به‌شمار می‌رود و حد فاصل شاهرود و گنبد کاووس واقع شده‌است، دوستداران طبیعت را همه ساله به دیدن جلوه‌ای از بهشت دعوت می‌کند. آنچه این دشت را از نمونه‌های مشابه متمایز ساخته و از ویژگی‌های بارز آن محسوب می‌شود وجود آبشارها، چشمه‌ها و گونه‌های درختان جنگلی درمحدوده آن و نیز مناطق زیبای قشقلته، آبشار زو (نام نیک)، آبشار حسین‌آباد در پیرامون آن است هار سر سبزی ویژه‌ای به دشت کالپوش و جنگل‌های اطراف آن می‌بخشد، اما اگر برای دیدن شقایق‌ها سفر می‌کنید، اواسط اردیبهشت ماه تا اواسط خردادماه، مهلتی است که شقایق چهره از تقاب بر می‌گیرند.
- روستای رضاآباد شاهرود[۱۹]
- چشمه هفت رنگ مجن

این چشمهٔ زیبا و بی نظیر در ۲۵ کیلومتری شمال شهر شاهرود و در میان دره‌ها ودامنهٔ قلهٔ شاهوار واقع شده‌است. آب این چشمه زلال و شفاف است گویی دست طبیعت زیباترین رنگ‌ها را برای به تصویر کشیدن این رودخانه به کار برده‌است. این زیبایی طبیعی ناشی از وجود مواد معدنی گوناگون در اطراف این چشمه است و به دلیل آب و هوای و اقلیم خاص منطقه گونه‌های مختلف گیاهی و جانوری بسیاری در آن زندگی می‌کنند و با حیات خود به این منطقه جلوهٔ خاصی داده‌اند.
- آبشار تنگه داستان مجن
- فرحزاد شاهرود

وجه تسمیه فرحزاد به دلیل سرسبزی مزارع و باغات منطقه است و وجه تسمیه چشمه هفت رنگ نیز به واسطه چشمه‌هایی است که با عبور از مواد معدنی گوناگون به رنگهای مختلف دیده می‌شود.
- منطقه لجنه
- تپه مریخی شاهرود

تپه‌های مریخی شاهرود در نزدیکی روستای قهج ۴۰ کیلومتری شهرستان شاهرود قرار گرفته‌است. این تپه‌ها به دلیل شباهت بسیار زیاد آنها به سیاره مریخ، تپه یا دره مریخی نام گرفته‌اند
- آبشار و قندیل‌های یخی ابرسج

آبشار یخی آوستا را می‌توان جاذبه ای ناشناخته در شاهرود دانست، در فصل زمستان که برف سفید زینت بخش کوهستان می‌شود، آبشار آوستا نیز از جلوه گری غافل نمی‌شود و زیباترین چشم‌اندازهای این منطقه را به وجود می‌آورد. علاوه بر این آبشاراین منطقه با وجود یک قلعهٔ تاریخی و درختان اورس از یک غنای تاریخی و طبیعی نیز برخوردار است.
- صحرا جلالی[۲۰]
- کوه شاه‌وار شاهکوه
- شنهای روان (ماسه بادی)۶۰کیلومتری جنوب شاهرود (کلاته چاه جام)
- منطقه قطار زرشک
- منطقه خوش ییلاق
- دره جن

پناهگاه حیات وحش «خوش ییلاق» به مساحت ۱۵۰۰۵۷ هکتار در شمال شرقی شهرستان شاهرود و در جنوب شرقی شهرستان علی‌آباد (استان گلستان) قراردارد. این منطقه از جمله نخستین مناطق مورد حفاظت در ایران بوده و از سال ۱۳۶۴ عنوان پناهگاه حیات وحش تغییر یافته‌است.
اشاره کرد.

### جاذبه‌های تاریخی
- آرامگاه شیخ ابوالحسن خرقانی

ابوالحسن علی بن جعفر بن سلمان بن احمد خرقانی (زادهٔ ۳۵۲-درگذشتهٔ ۴۲۵ق) عارف و صوفی نام‌دار ایرانی بوده‌است. وی از انگشت شمار پیرانی است که پیرو حکمت خسروانی و پاسدار فرهنگ ایران بودند. آرامگاه وی در روستای قلعه نو خرقان از توابع شهرستان شاهرود و در ۲۵ کیلومتری جاده شاهرود به آزادشهر جاده ۸۳ قرار گرفته‌است.
- آرامگاه و عمارت امیر اعظم

عمارت امیر اعظم جزء آثار ارزشمند و تاریخی شهر شاهرود می‌باشد. این بنا در اواخر دوره قاجاریه و در سال ۱۳۰۴ بر رو ی مقبره امیراعظم در ابتدای ورودی شهر شاهرود از سمت گرگان و مشهد احداث گردیده‌است. این بنای تاریخی مقبره امیراعظم حاکم مشروطه خواه استرآباد و قومس در دوره قاجار و در واقع شناسنامه فرهنگی منطقه قلمداد می‌شود. این عمارت در تاریخ ۲۱/۱۲/۹۷ و به شماره ۳۲۳۳۵ در فهرست آثار ملی ایران به ثبت رسیده‌است. آرامگاه امیر اعظم در اتاق اصلی یا همان هال مرکزی می‌باشد پس از درگذشت نصرت‌الله خان امیر اعظم او را در باغ و خانه خودش به خاک می‌سپارند.
این بنا که امروزه از باغ اصلی آن تنها قسمت‌هایی باقی مانده شامل یک حیاط در قسمت جلویی بنا می‌باشد که با تعدادی پله می‌توان وارد فضای تراس شد.
بنا شامل سه اتاق که اتاق میانی به صورت سه دری می‌باشد.
استفاده از آجرکاری بسیار زیبا در نمای آن جلوه ای با شکوه را برای بنا خلق کرده‌است.
اتاق میانی با تناسبات مستطیل شکل که دارای دو شومینه و طاقچه بوده و در مرکز این فضا سه قبر مشاهده می‌شود.
به ترتیب قبر مرکزی که در مدارک موجود است قبر نصرت‌الله خان امیراعظم حاکم شاهرود استرآباد و قومس و در کنارش، فرزندش یدالله عضدی (امیراعظم ثانی که این لقب به او در زمان احمد شاه قاجار به پاس قدردانی از زحمات پدر به او داده شد) که در سال ۱۳۴۰ به عنوان سفیر کبیری ایران در آرژانتین درگذشت و قبر آخر مربوط به بانو شمس الملوک عضدی دختر امیر اعظم بوده که در سال ۱۳۴۶ درگذشت.
- آرامگاه و صومعه بایزید بسطامی واقع در بسطام
- آرامگاه ابن یمین فریومدی
- خانه یغمایی

خانهٔ یغمایی‌ها یکی از خانه‌های تاریخی شاهرود است، این خانهٔ تاریخی و زیبا در حدود ۱۰۰ سال پیش توسط یک معمار یزدی به نام استاد مهدی حیدریان ساخته شده‌است و به همین دلیل عناصری از معماری یزد مانند بادگیر در آن دیده می‌شود. سبک معماری این بنا بی نظیر و فرم پلان آن به صورت حیاط مرکزی است. ورودی خانه در قسمت جنوبی با یک راهرو به حیاط مرتبط می‌شود و یک راه پلهٔ مارپیچ دالان را به بالاخانه مرتبط می‌کند. در ضلع غربی حیاط بادگیر، حوضخانه، اتاق‌های میهمان، ایوان و آب انبار قرار دارند و در ضلع شمالی آن نیز اتاق‌های زمستانه قرار گرفته‌اند. حیاط این بنا محوطه ای است که با گل‌های رنگارنگ و درختان آلبالو مزین شده‌است. این بنا در حال حاضر با تغییر کاربری به ادارهٔ میراث فرهنگی شاهرود تبدیل شده‌است و بازدید از آن رایگان می‌باشد.
- بازار شاهرود[۲۲]
- خانه عطاردی

خانه عطاردی در مجاورت باروی قدیم شهر در ابتدای کوچه رزازان واقع شده‌است. خانه ای زیبا که مساحت آن ۵۴۰ متر مربع و شامل دو بخش اندرونی و بیرونی است. فضاهای خانه شامل سردرب ورودی، دالان، انباری، بالاخانه، حیاط بیرونی، اتاق‌های میهمان، حیاط اندرونی، اتاق‌های نشیمن، مطبخ، آب انبار، تنورخانه است.
- بازار انارکی‌ها
- قلعه پارت‌ها
- گرمابه چهارسوق
- قلعه غول‌ها (روستای راهنجان)
- آرامگاه شیخ حسن جوری
- امامزاده محمد (دیزج)
- امامزاده پیرمردان و شاه اولیا (روستای طرود)
- حمام امیریه شاهرود
- حمام چهار سو
- امامزاده قطری
- تپه سنگ چخماق این تپه از دو برجستگی تشکیل شده‌است که حدود ۱۵۰ متر از یکدیگر فاصله دارند. پروفسور ایچی ماسودا در بررسی سال ۱۳۴۸ این تپه را مورد شناسایی قرار داد و در طی دو فصل حفاری در سالهای ۱۳۵۰ و ۱۳۵۲ آن را بررسی کرد. به اعتقاد کاوشگر ژاپنی این تپه باستانی متعلق به دوره نوسنگی و هزاره پنجم پیش از میلاد است. قبرهای تدفین کودکان با سفال‌های منقوش (هندسی) اشیاء سنگی و سفالی، تیغه تیشه، پیکرک انسان و حیوان و… از جمله آثار به دست آمده از این محوطه است.
- مجموعه کاروانسراهای شاه عباسی میاندشت

مجموعه کاروانسراهای شاه عباسی در ۱۱۰ کیلومتری شرق شاهرود در جاده سبزوار به شاهرود قرار گرفته و از سه کاروانسرای متصل به یکدیگر تشکیل می‌شود.
دو کاروانسرای این مجموعه یادگاری به جای مانده از دوران قاجاریه ودوران «شاه عباس اول» است. این کاروانسراها از آب انبار، حمام، چاپارخانه، تلگراف‌خانه تشکیل می‌شوند.

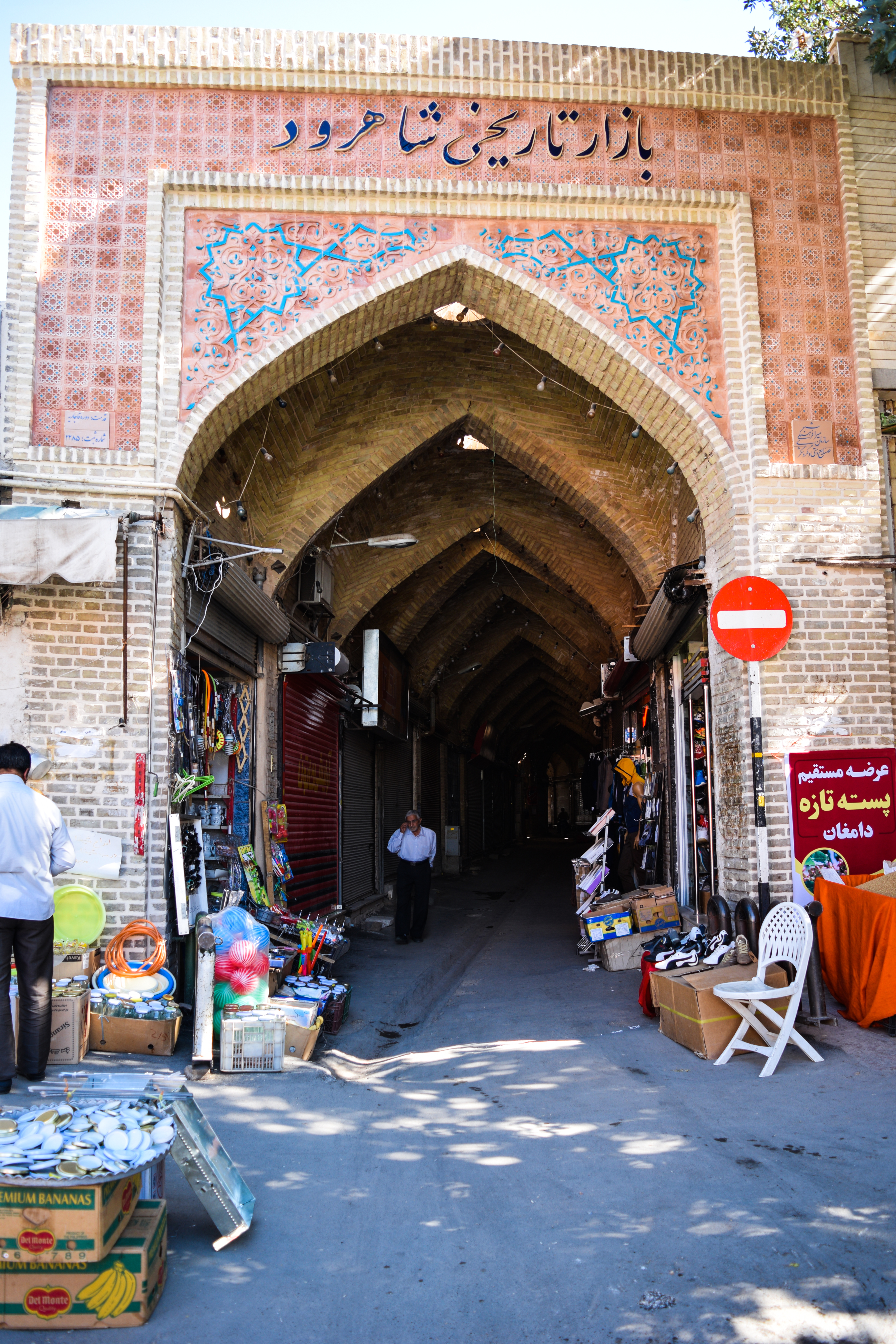
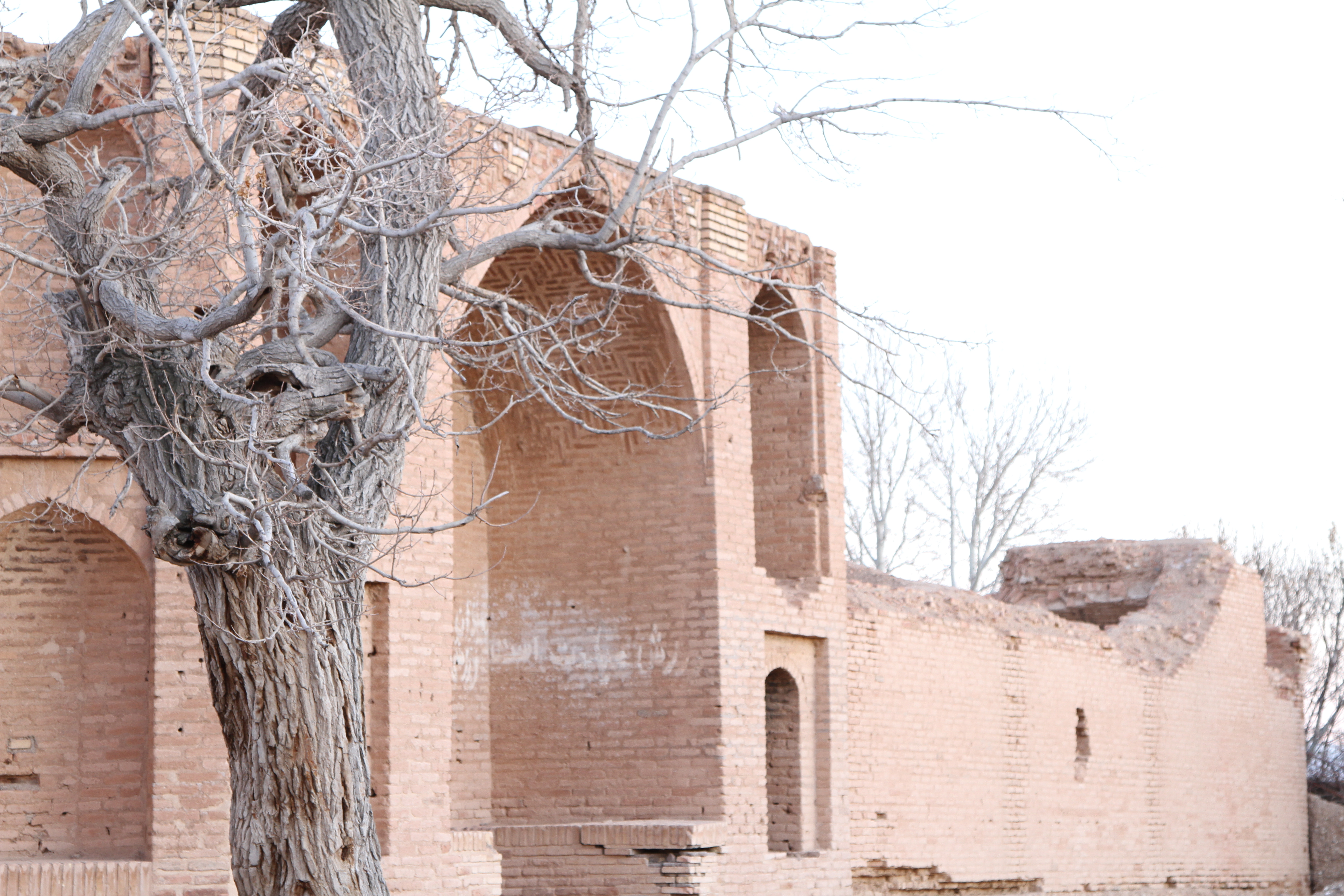
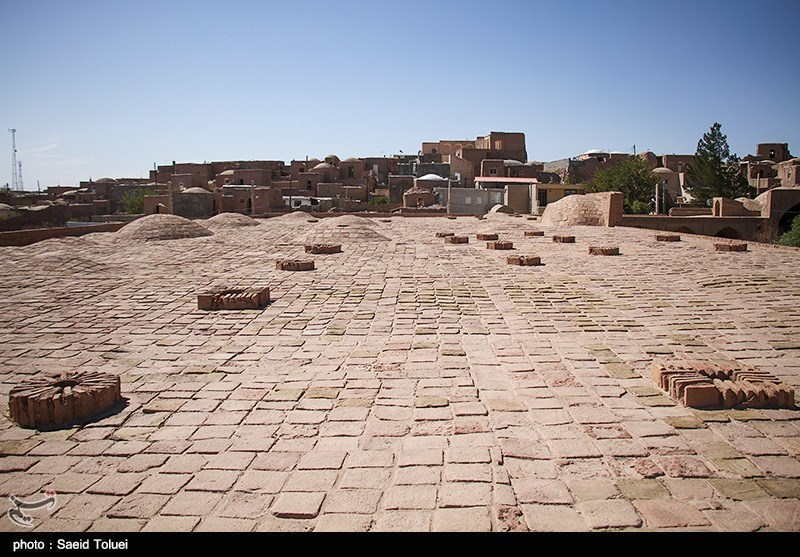
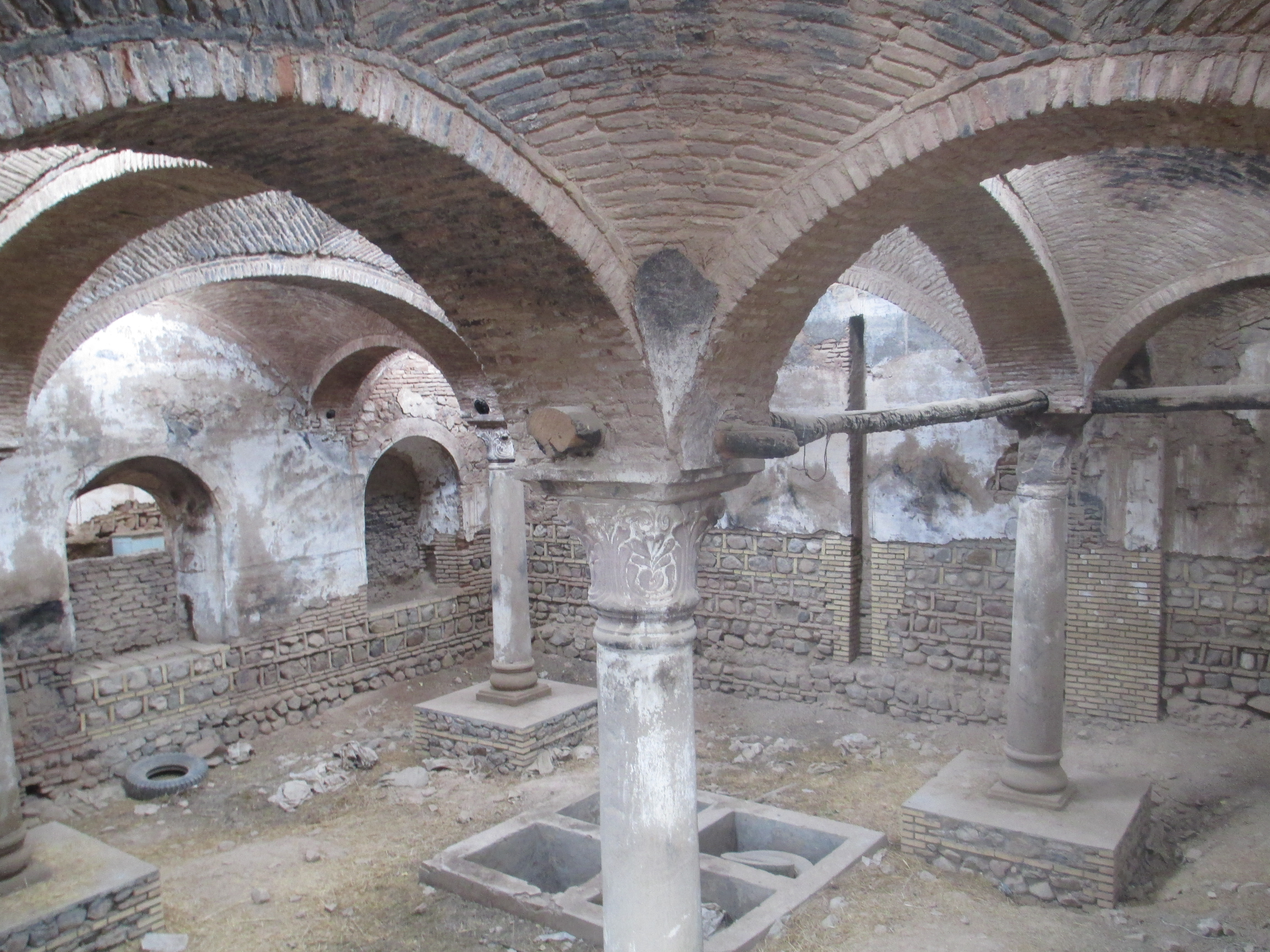
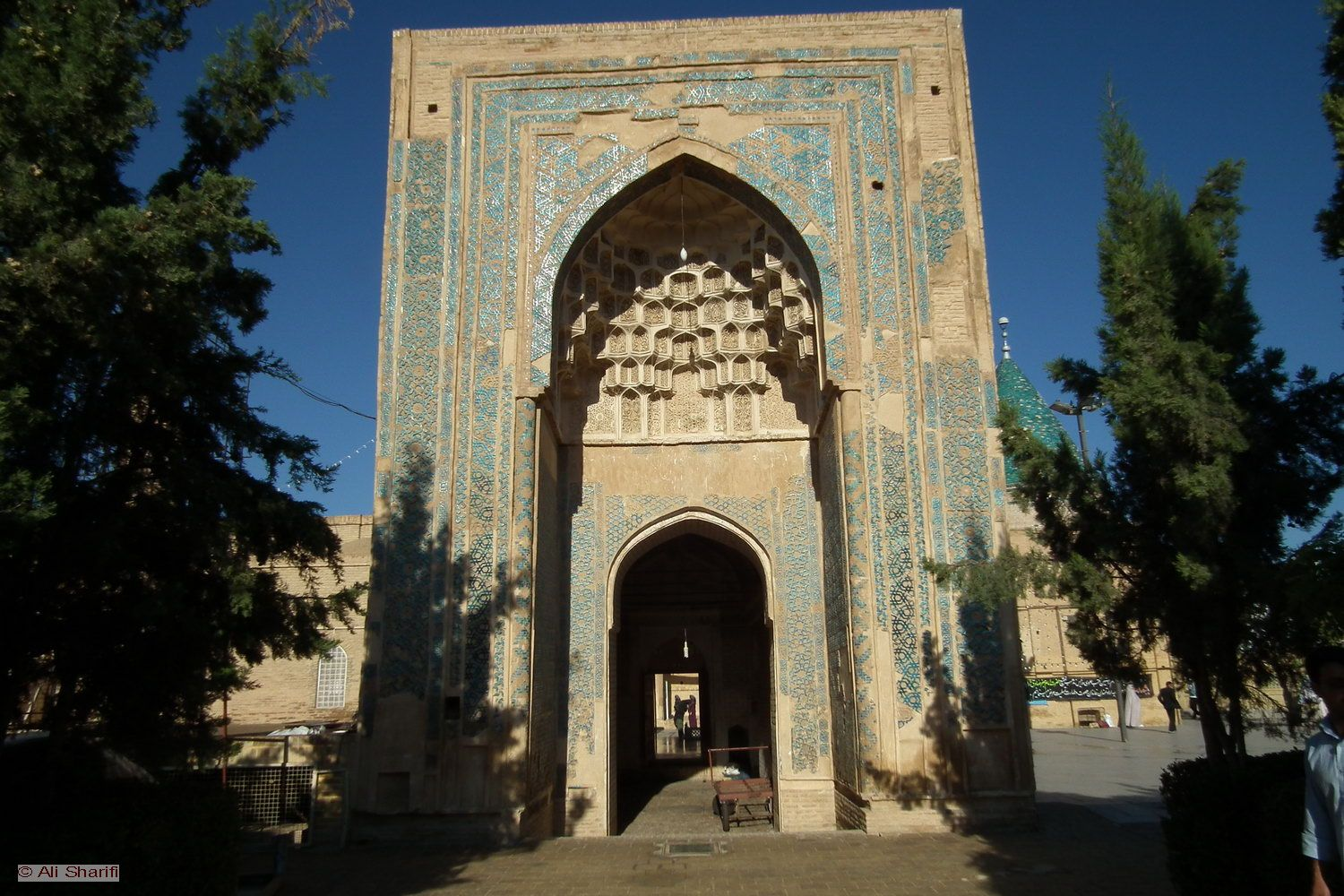
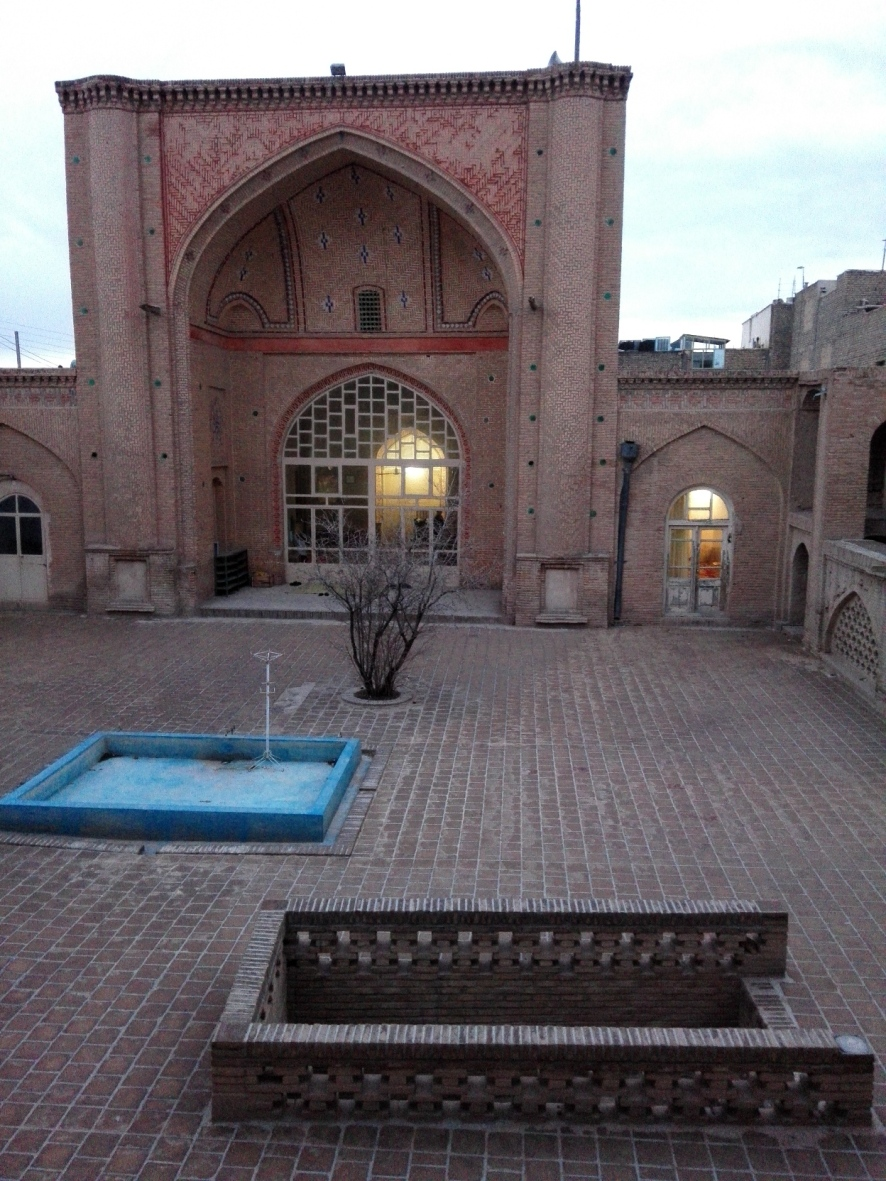

### موزه‌ها
- موزه باستان‌شناسی و مردم‌شناسی شاهرود[۲۲]

ساختمان این بنا مربوط به ساختمان قدیمی شهرداری (بلدیه) شهر بوده و در دوره پهلوی اول بنا شده‌است و شامل دو بخش باستان‌شناسی و مردم‌شناسی است. در بخش باستان‌شناسی آثار ارزشمندی مربوط به دوره‌های پیش از اسلام و در قسمت مردم‌شناسی نیز مجموعه‌ای از ابزار و ادوات تولید پوشاک، زیورآلات، دست بافته‌ها، اسناد و قباله‌ها و نیز ابزاری از فنون سنتی زندگی مردم به نمایش گذاشته شده‌است. همچنین برخی از اشیای مکشوفه در تپه هشت هزار ساله سنگ چخماق بسطام و تپه سه هزار ساله بلوار شاهرود مانند ابزار استخوانی و سنگی کار مربوط به هزاره ششم قبل از میلاد، سفال‌های خاکستری و نیز در امامزاده قطری در موزه شاهرود به نمایش گذاشته شده‌است.
- موزه حیات وحش شاهرود

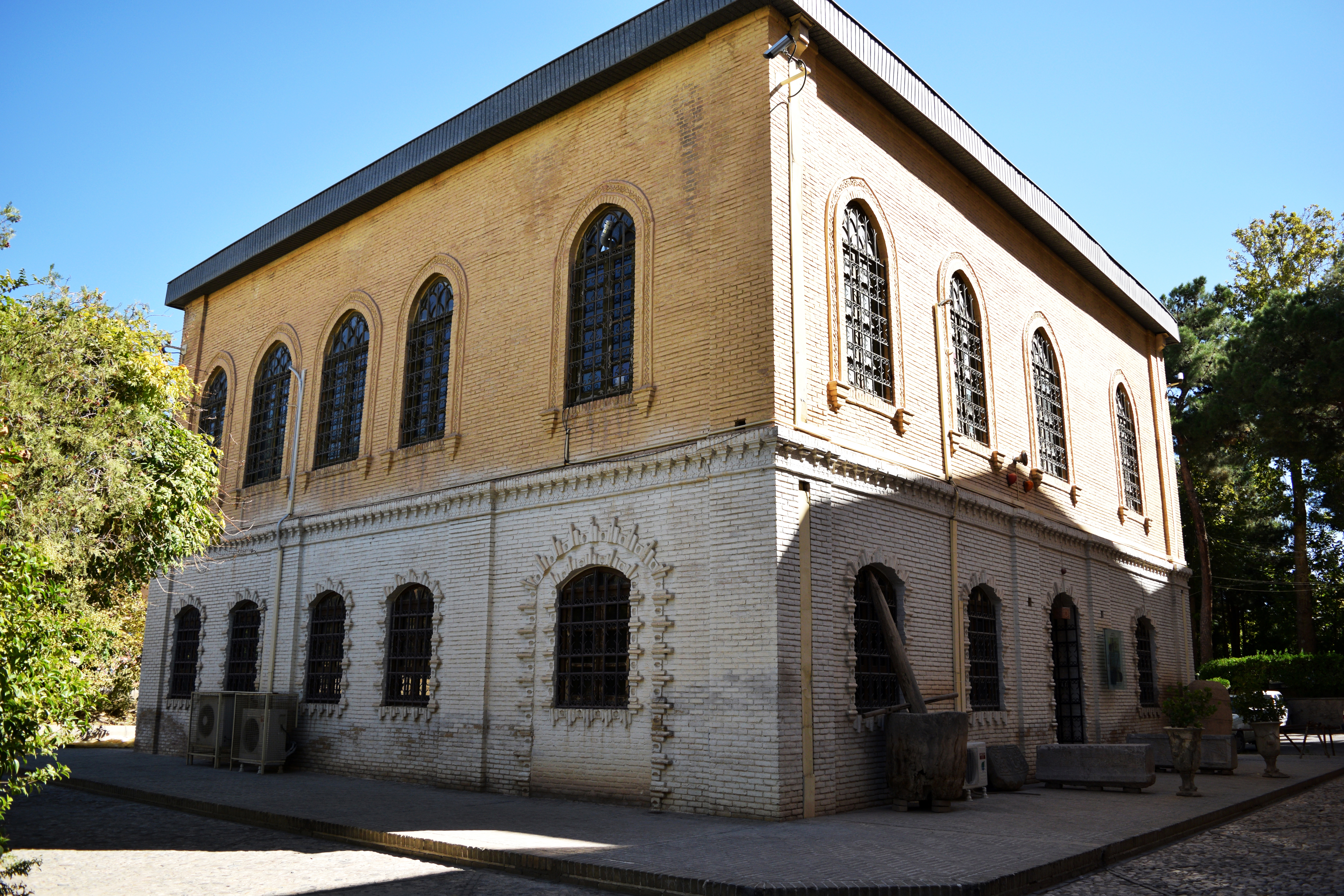
موزه باستانشناسی شاهرود

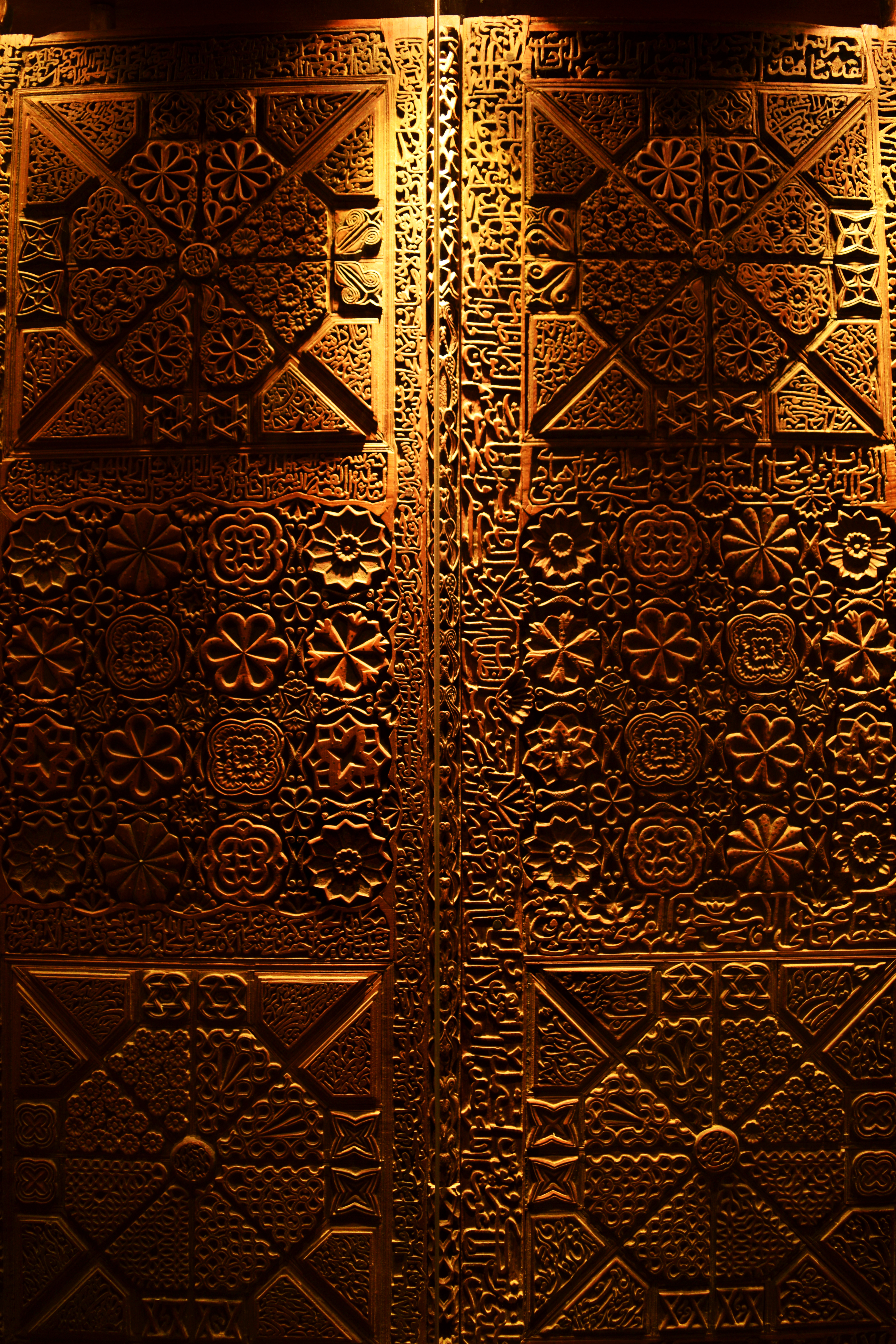
موزه شاهرود

موزه حیات وحش شاهرود، درزمینی به مساحت ۲۰۰ متر مربع ساخته شده و از سال ۸۹ کار خود را آغاز کرده‌است. در این موزه ۴۲ گونه از جانوران اعم از پستانداران، خزندگان و پرندگان صورت تاکسیدرمی نگهداری می‌شوند که به غیر از تعدادی از پرندگان که منشأ دریایی دارند؛ سایر گونه‌های موجود بومی این شهرستان هستند.
- موزه آب

این موزه اولین موزهٔ خصوصی آب در ایران است که در سال ۱۳۹۱ خورشیدی راه اندازه شده‌است. این موزه در یک ساختمان قدیمی به نام تکیه برنجی قرار دارد و در آن بیش از ۳۰۰ قطعه از لوازم مرتبط با آب، مانند شیرهای آب قدیمی، تاس اندازه‌گیری مدار آب وجهت یاب قنات و… به نمایش گذاشته شده‌اند. ساختمان موزهٔ آب متعلق به دوران قاجاریه است و در حال حاضر دارای سه تالار می‌باشد، در این تالارها علاوه بر اشیاء تاریخی در زمینهٔ آب به فرهنگ و تمدن کهن ایران زمین در مورد آب نیز توجه شده‌است.
- موزه عرفان شرق شاهرود

موزه عرفان شرق در سال ۱۳۸۹ از سوی سازمان میراث فرهنگی، صنایع دستی و گردشگری در مجموعهٔ تاریخی بسطام افتتاح شد.
بنای این موزه معروف به گنبد غازان خان مربوط به سال‌های ۷۰۳–۶۷۰ ه‍.ق است. طبق نوشته کتب مختلف، غازان خان گنبدی برآرامگاه امام زاده محمد وگنبدی نیز برآرامگاه بایزید بنا کرده و در نظر داشته که جسد بایزید را بدانجا منتقل کند که گویا چون بایزید را در خواب از این کار ناراضی می‌بیند از تصمیم خود منصرف می‌شود. گنبد غازان خان مربع و به ضلع ۵/۷ که نمای شمالی و شرقی آن طاقنماهایی تعبیه شده که با ایجاد سایه روشن بنا را از یکنواختی کسل کننده درآورده است.
بر فراز بنا، گنبد زیبا وجالب مخروطی شکل قرار گرفته که دارای پوششی از کاشی‌های فیروزه ای است. ایوان بنا در جنوب بقعه قرار دارد ودارای مقرنس‌های گچی ظریف است.
در این موزه قرآن‌های خطی، ابزار روشنایی (شمعدان) و عکسهای قدیمی از مجموعه تاریخی بسطام به نمایش گذاشته شده‌است.
اشیاء دیگری مانند پیه‌سوزهای سفالی، کشکول‌های چوبی، ظروف چینی دورهٔ صفویه، در منبت کاری شده و … در معرض دید علاقمندان قرار گرفته‌است.

## میراث معنوی
- رسم عیدانه در شاهرود
- آیین چلچلا در مجن
- گل هاکنی در مجن
- دست‌بافته‌های سنتی کلاته خیج
- نخل‌گردانی در شاهرود
- آیین طوق‌بندان (علم‌گردانی) در شاهرود
- شو خوانی (سحرخوانی) در شاهرود
- آیین شمع و چراغ در تکایای شاهرود
- تهیه آب دعا در شاهرود[۲۸]

## ترابری
شهر شاهرود در مسیر جاده ۴۴ (تهران - مشهد) قرار گرفته، همچنین جاده ۸۳ که شاهرود را به آزادشهر و گنبد کاووس متصل می‌کند و راه ارتباطی شمالی - جنوب شرقی رشته‌کوه البرز است نیز در تقاطع جاده ۴۴ قرار دارد.
- فرودگاه شاهرود
- راه‌آهن شاهرود
- ترمینال جنوب شاهرود
- ترمینال سرچشمه شاهرود

#### فاصلهٔ شاهرود با شهرهای بزرگ
| نام شهر  | فاصله (کیلومتر) |
| -------- | --------------- |
| اصفهان   | ۶۹۶             |
| اهواز    | ۱۱۴۶            |
| تبریز    | ۱۰۴۰            |
| مشهد     | ۵۰۰             |
| کرمانشاه | ۸۹۵             |
| سنندج    | ۸۸۰             |
| گرگان    | ۱۲۵             |
| ساری     | ۲۵۰             |
| آبادان   | ۱۴۰۰            |
| تهران    | ۴۰۰             |
| قزوین    | ۵۸۳             |
| رشت      | ۷۳۳             |
| شیراز    | ۱۰۶۸            |
| کرمانشاه | ۸۹۵             |

## امکانات

### اماکن اقامتی
- هتل مرتضی عشقی
- هتل جهانگردی شاهرود
- هتل نادر
- هتل آزادی
- هتل معلم شاهرود
- هتل پارامیدا
- هتل رویال
- هتل قصر بسطام
- مهمانپذیر اسلامی
- مهمانپذیر پارس
- مهمانپذیر آزادی

### بهداشت و درمان
- مرکز آموزشی، پژوهشی و درمانی امام حسین
- بیمارستان خاتم‌الانبیاء
- بیمارستان بهار
- بیمارستان امداد امام خمینی
- بیمارستان شهید احمدی
- درمانگاه خیریه
- کلینیک پاسارگاد
- درمانگاه شفا
- درمانگاه فرهنگیان
- درمانگاه امام حسین
- درمانگاه رضوی
- درمانگاه سپاه
- درمانگاه تأمین اجتماعی

### بوستان‌ها
- بوستان آبشار شاهرود
- بوستان شهدای محراب
- بوستان کودک
- بوستان بلوار
- بوستان غفاری
- بوستان دانشگاه
- بوستان البرز
- شهربازی
- بوستان مادر
- بوستان الغدیر
- بوستان انقلاب
- بوستان ولیعصر
- جاده سلامتی
- بوستان خطی شهدای گمنام
- بوستان بهارستان
- بوستان شهرک گلها
- بوستان دالاهو
- بوستان امیریه
- بوستان بزرگ کوثر
- بوستان محل
- بوستان رزمندگان
- بوستان بانوان
- بوستان صادق
- آبشار سعدی
- بوستان پرستار
- بوستان شهرک نوین
- بوستان کاج
- بوستان هفت تیر
- بوستان فرهنگیان
- باغ شبو
- باغ ایرانی
- بوستان شهنما
- بوستان آزادگان
- بوستان بعثت
- بوستان شهرک رجایی
- بوستان بوستان
- فضای سبز من تو
- بوستان شهرک توحیدی
- بوستان راه‌آهن

## مراکز آموزشی و علمی

### دانشگاه‌ها
- دانشگاه صنعتی شاهرود
- دانشگاه علوم پزشکی شاهرود
- دانشگاه آزاد اسلامی واحد شاهرود
- دانشگاه پیام نور شاهرود
- دانشگاه جامع علمی کاربردی شماره ۱ (آفرینش) شاهرود
- دانشکده علوم قرآنی شاهرود[۳۰]
- آموزشکده فنی و حرفه‌ای دخترانه شاهرود
- مؤسسه آموزش عالی غیرانتفاعی و غیردولتی شاهرود
- مؤسسه آموزش عالی غیرانتفاعی برآیند شاهرود
- دانشگاه جامع علمی کاربردی جهاد کشاورزی شاهرود
- دانشگاه جامع علمی کاربردی زغال‌سنگ البرز شرقی
- حوزه علمیه امام صادق
- حوزه علمیه ولیعصر
- حوزه علمیه طاهریه
- مدرسه دخترانه فرزانگان (سمپاد) دوره اول و دوم
- مدرسه پسرانه شهید بهشتی (سمپاد) دوره اول و دوم

## صنعت

### صنعت
شهرک صنعتی شاهرود به وسعت حدود ۵۰۰ هکتار و در ۳ فاز عملیاتی اجرا شده و دارای ۲۱۰ واحد صنعتی است که از این تعداد حدود ۹۵ واحد صنعتی با اشتغال‌زایی بیش از ۱۸ هزار نفر در حال فعالیت بوده و دارای پروانه بهره‌برداری هستند.
این شهرک دارای تأسیسات برق، مخابرات، روشنایی، گاز، تصفیه‌خانه فاضلاب و منابع آب است. از شرکت‌های مهم صنعتی شاهرود می‌توان موارد ذیل را نام برد:
کارخانه صنایع مادر ذوب آهن شاهرود
شرکت معادن زغال‌سنگ البرز شرقی با جمعیت کارگری و پرسنلی دو هزار نفر
صنایع چوبی دهستان دهملا که بالغ بر ۲۰۰ واحد نجاری دارد و روستایی بدون بیکار در کشور است.
- شرکت ریخته‌گری دقیق پارس
- نیروگاه شهید بسطامی
- کارخانه سیمان
- شرکت سیم و کابل مغان[۳۲]
- کارخانه قند
- شرکت فولاد
- شرکت توربوژنراتور
- کارخانه کنسانتره میوه
- کارخانه زرفنر
- کارخانه زامیاد ۲
- ذوب آهن شاهرود
- کارخانه طب پلاستیک
- کارخانه توسن محرکه
- کارخانه لبنیات میامی

### معدن
از مهم‌ترین معادن شهرستان شاهرود می‌توان به معدن شرکت زغال‌سنگ البرز شرقی اشاره کرد؛ که با شهرستان دامغان و شهرستان آزادشهر و رامیان در استان گلستان مشترک می‌باشد. از دیگر معادن مهم شاهرود می‌توان به معادن کرومیت، مس، آهک، گچ و سنگ‌های تزئینی اشاره کرد.

## سوغات
برگه زردآلو، قیسی (از مهم‌ترین صادرات شاهرود)، کشمش، انگور، گیلاس، آلو، آلبالو خشک، انواع کشک محلی، ماست گوسفندی، کره محلی، آبغوره، گرد غوره، آلوی خورشتی، انواع نان، نان قندی، نان کاک، فتیر، انواع نقل و آبنبات
صنایع دستی از قبیل: گلیم، گلیچ، جاجیم، سفال، سرامیک، منبت و…

## کشاورزی
بخاطر تنوع آب و هوا در شهرستان شاهرود، تولید میوه در این شهرستان بسیار زیاد است به‌طوری‌که امکان تولید و پرورش سیب، انگور، خرما و پسته در مناطق مختلف آن فراهم و مهیاست.
شاهرود از لحاظ تولیدات کشاورزی در سطح استان مقام اول و در کشور جزء ۱۹ قطب کشاورزی است. مهم‌ترین محصولات باغی شاهرود که در کل ایران نیز زبانزد می‌باشند انگور و زردآلو هستند. میزان تولید زردآلوی شاهرود ۱۰٪ تولید زردآلوی ایران و بیش از ۱٪ تولید زردآلوی دنیا می‌باشد. این زردآلو علاوه‌بر مصرف داخلی با تبدیل به برگه زردآلو به خارج کشور نیز صادر می‌شود.
میوه‌هایی نظیر زردآلو، گیلاس و انگور شاهرودی از لحاظ کیفیت رتبه بالایی در منطقه خاورمیانه دارند.
انگور: بیش از ۵۰ نوع انگور در شاهرود وجود دارد. انگور شاه بابا، انگور لعل، انگور شاهرودی، انگور سیاه، انگور کشمشی، انگور دیشویی و…. انگور شاهرود بخاطر تنوع زیاد به کشورهای اطراف صادر می‌شود در نتیجه شاهرود به شهر انگور معروف است.

## نگارخانه

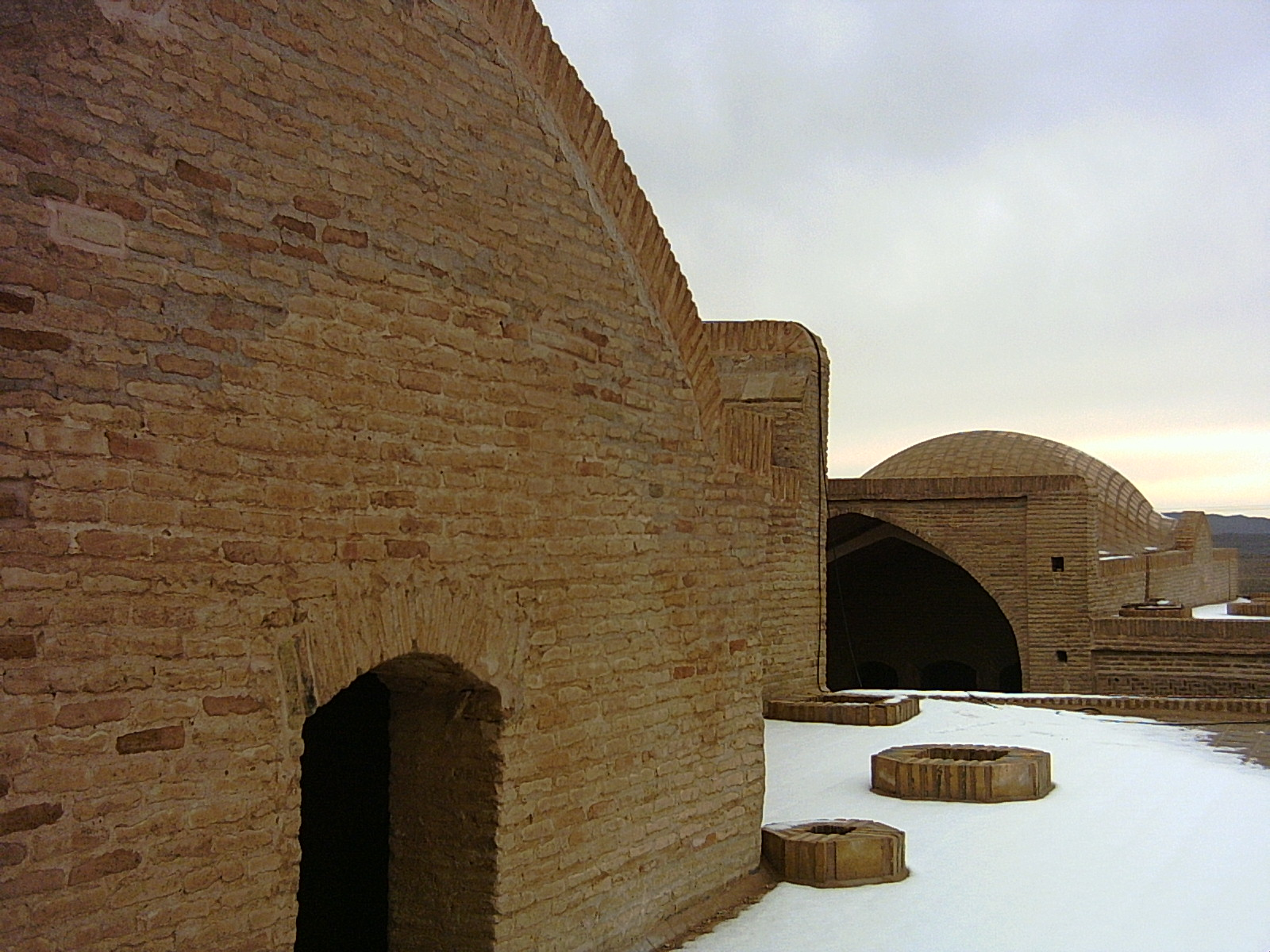
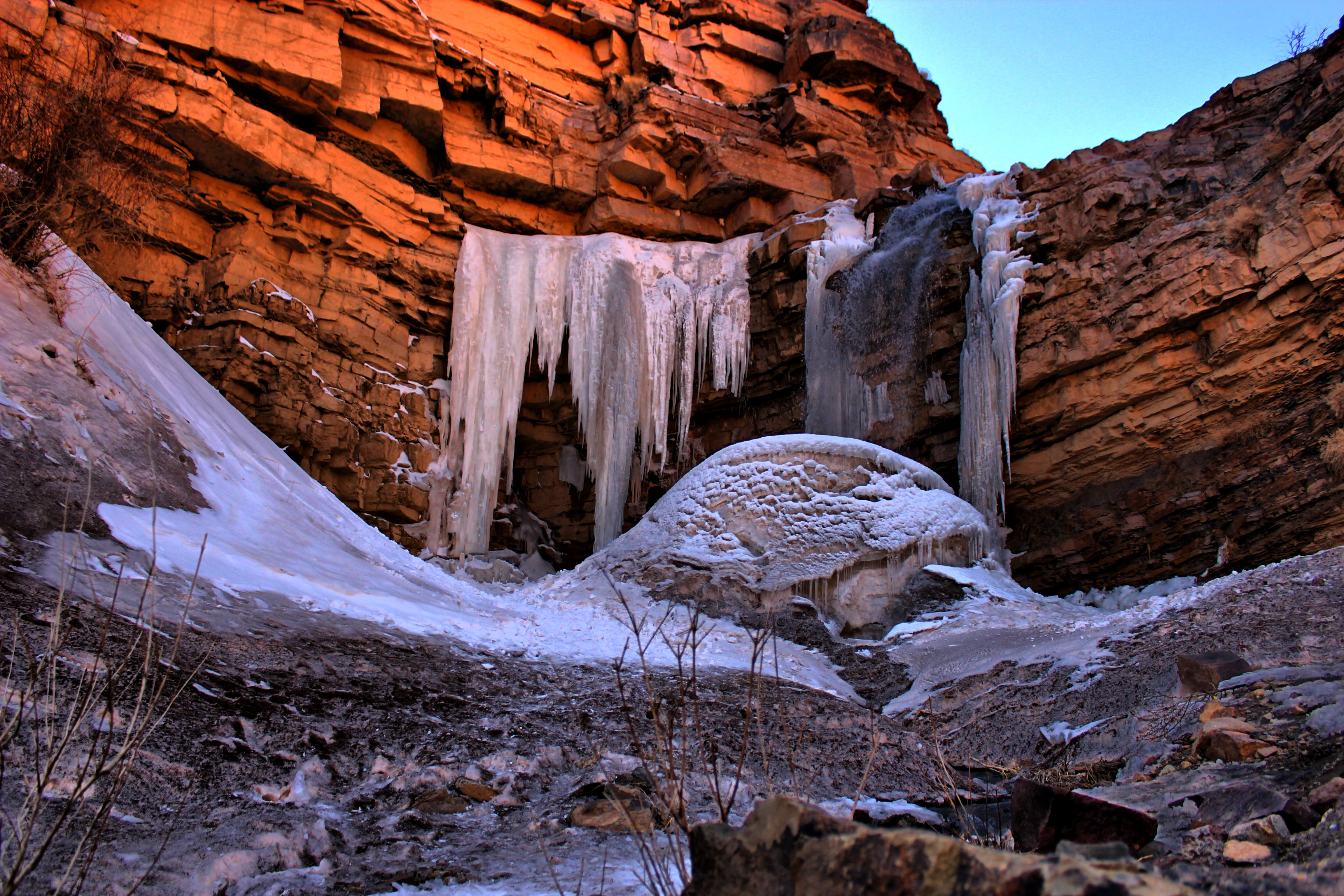
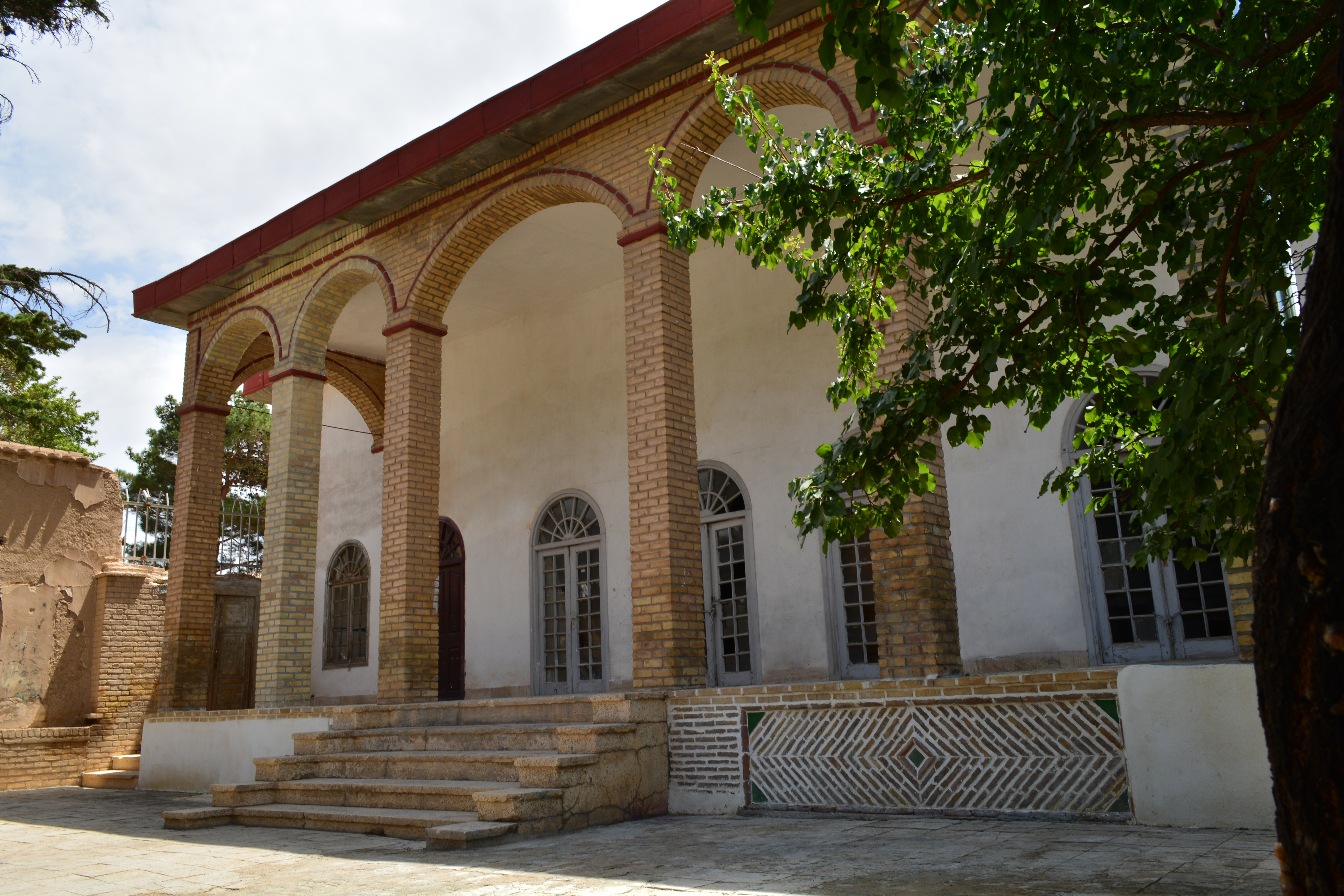
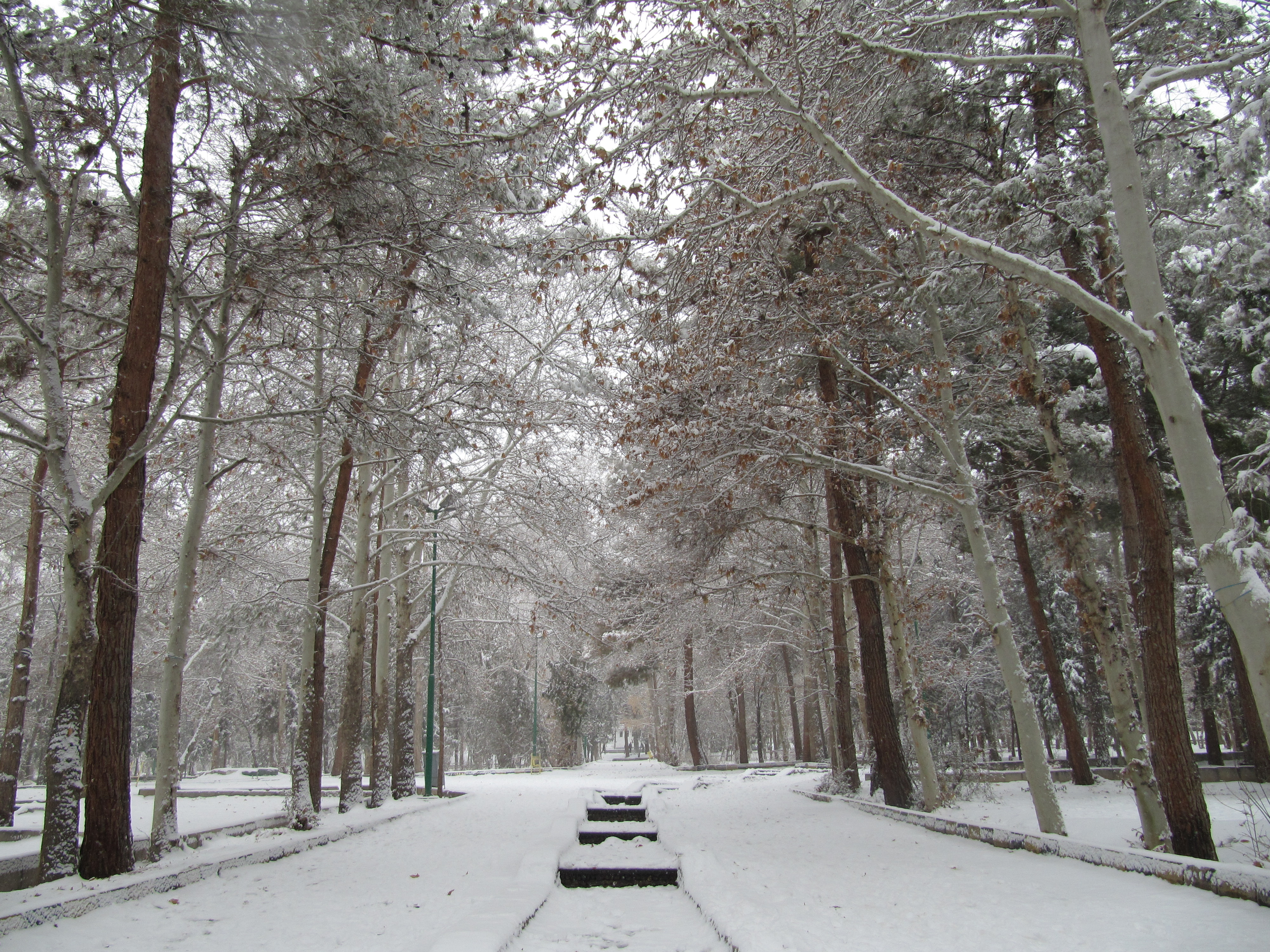
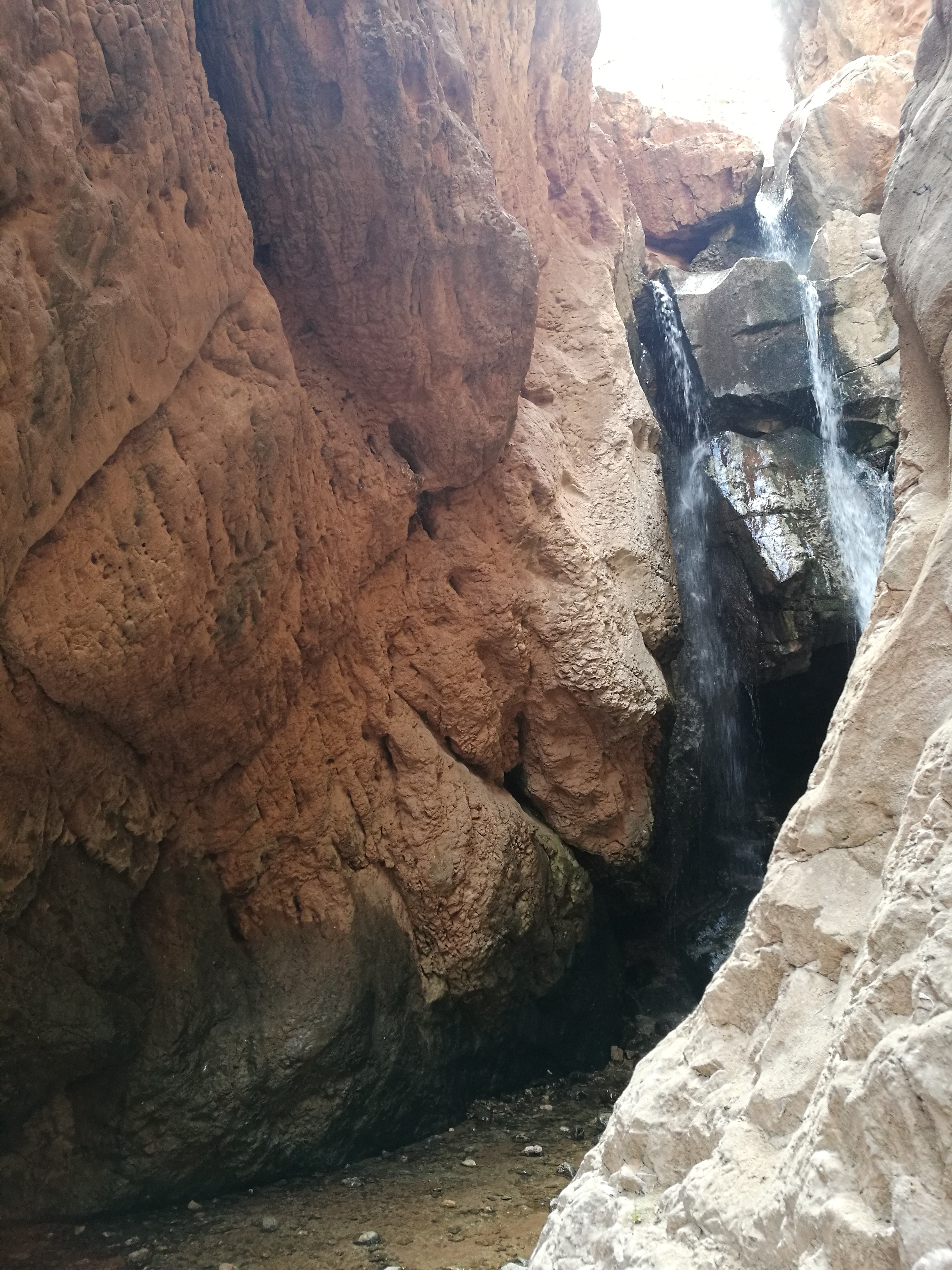
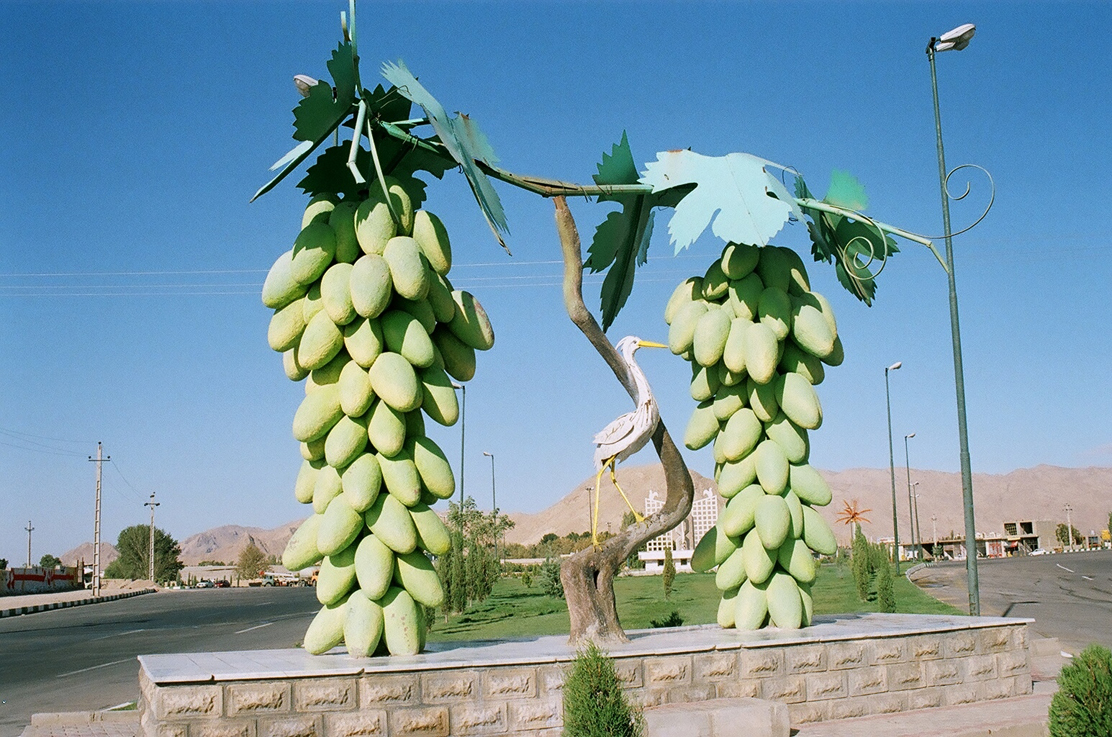
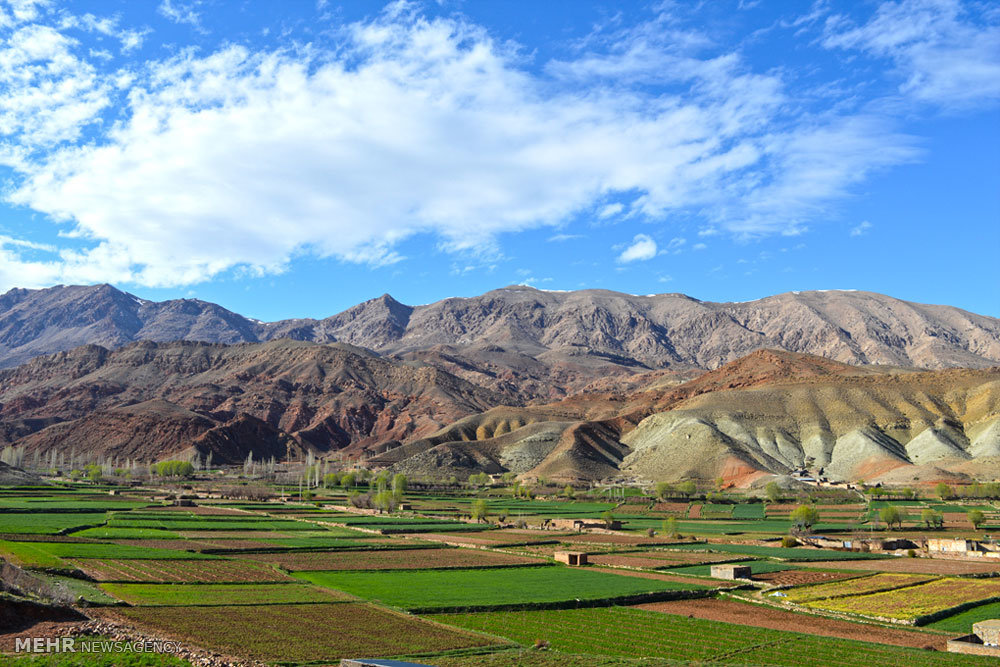
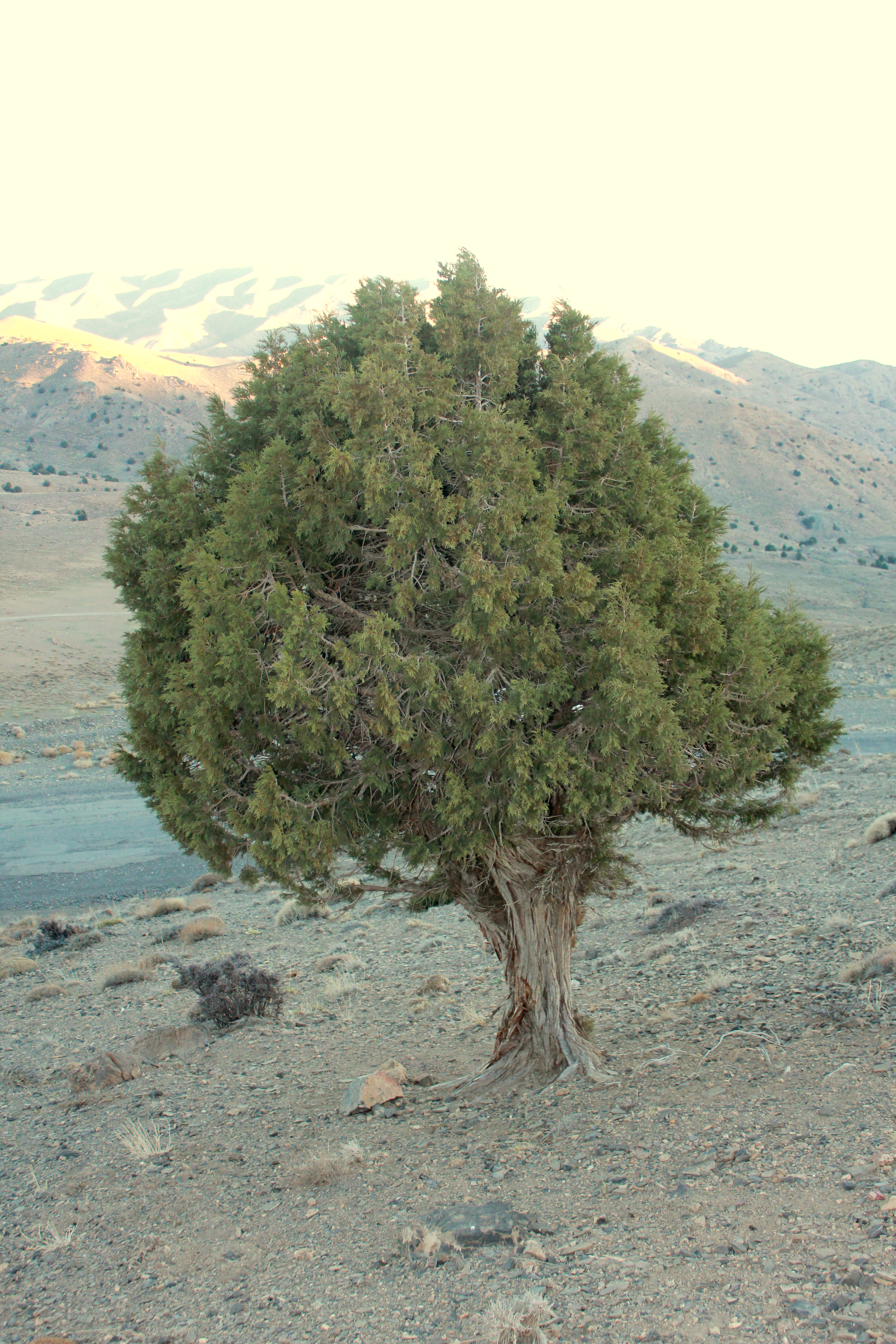
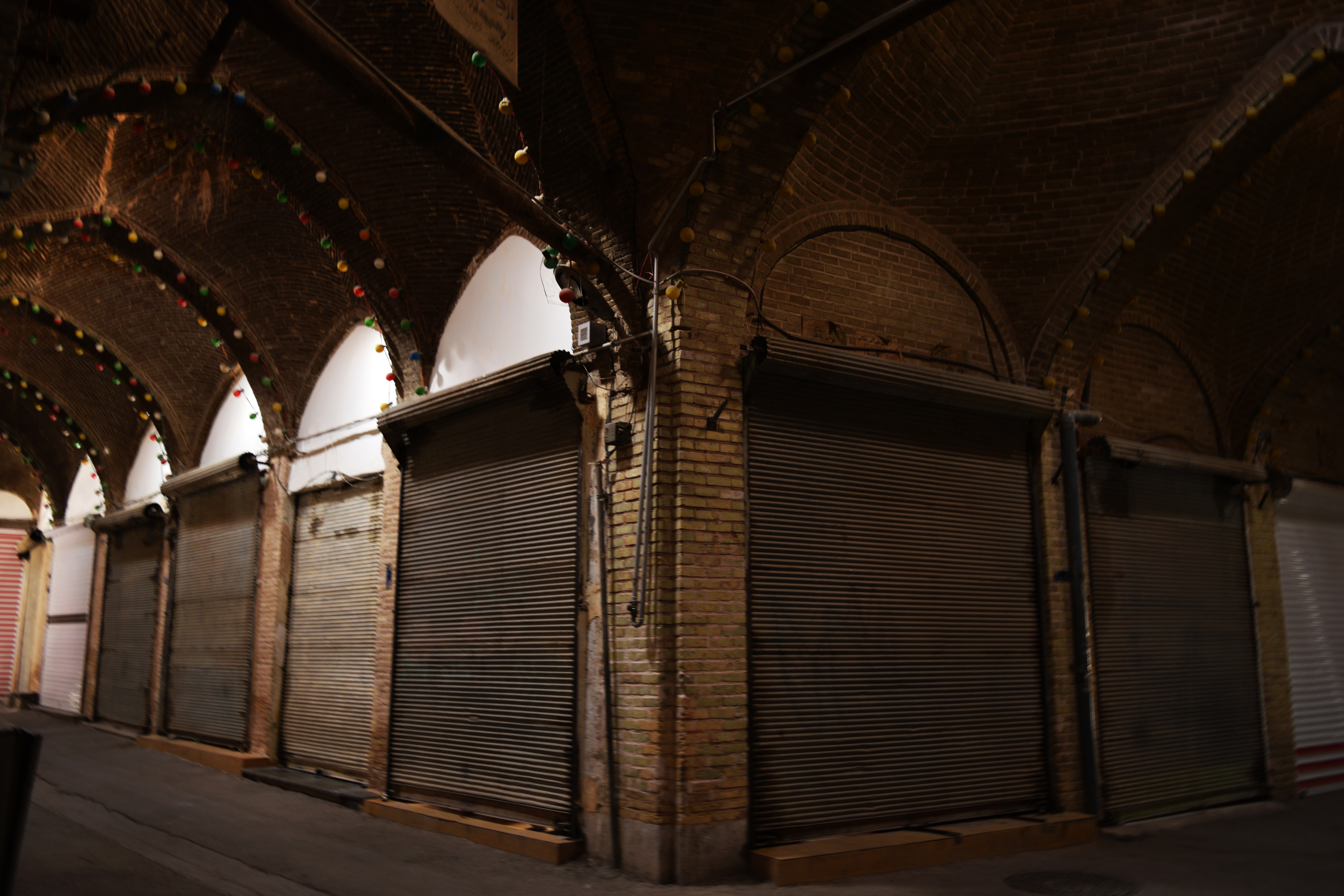
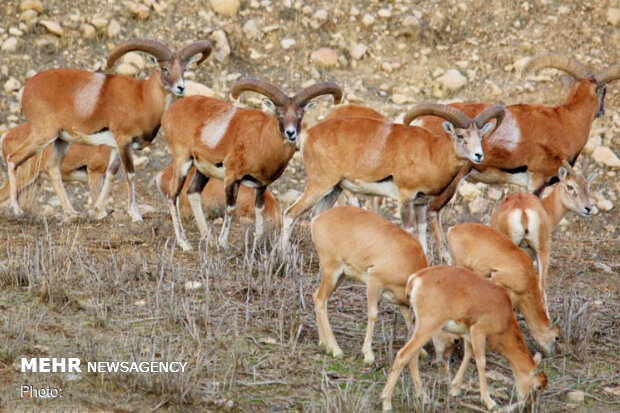
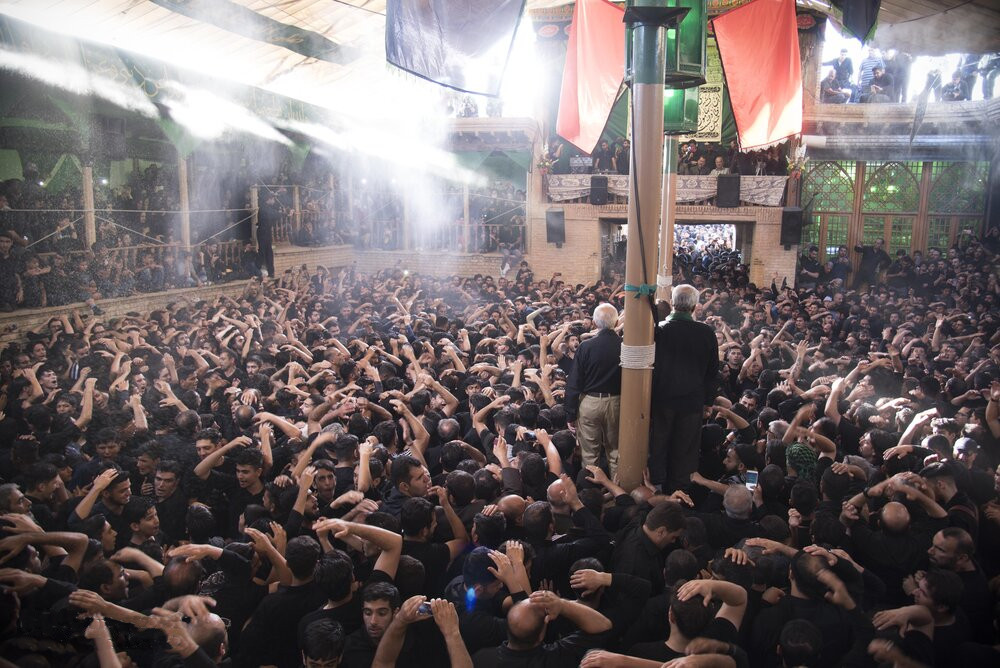

## شهرهای خواهرخوانده
- گرگان، گلستان
- آزادشهر، گلستان
- دامغان، سمنان